# マツダの車種一覧
マツダの車種一覧（マツダのしゃしゅいちらん）では、マツダが現在販売している車種、今後発売予定の車種、以前に発売していた車種、過去に発表したコンセプトカーなどについて記述する。

## 過去の販売車種

### 乗用車
| 外観                                      | 車種名                           | 初登場年 | 販売終了年    | 世代数            | 日本国外での車名                            | 備考 |
| ----------------------------------------- | -------------------------------- | -------- | ------------- | ----------------- | ------------------------------------------- | --- |
| ミディアムクラス                          |                                  |          |               |                   |                                             | |
| ROADPACER                                 | ロードペーサー                   | 1975年   | 1979年        | 1代               |                                             | 豪ホールデン社製のボディにロータリーエンジンを搭載した4ドアセダン。 |
| SENTIA （画像は2代目）                    | センティア                       | 1991年   | 2000年        | 2代               | MAZDA 929                                   | ルーチェの後継モデルにしてマツダの最上級車種であった。 ボディは4ドアハードトップのみ。 |
| Ẽfini MS-9                                | アンフィニMS-9                   | 1991年   | 1993年        | 1代               |                                             | アンフィニ店で販売された初代センティアの姉妹車。 |
| LUCE （画像は5代目）                      | ルーチェ                         | 1966年   | 1991年        | 5代               | MAZDA 929                                   | マツダの基幹車種の一つ。 ロータリーエンジン搭載車の日本国外での呼称はRX-4。 4ドアセダンは生産全期間で設定。 特に3代目は「ルーチェサルーン」称した。 4ドアハードトップは3代目以降のモデルに設定された。 タクシー向けは1995年まで継続。 |
| Cosmo                                     | コスモ4ドアハードトップ/サルーン | 1981年   | 1990年        | 1代               |                                             | マツダの基幹車種の一つ。 3代目モデルは4代目ルーチェと姉妹車の関係にあり、2ドアハードトップに加え4ドアハードトップ・4ドアセダン（コスモサルーン）も設定された。 4ドアモデルが設定されたのは、この3代目のみ。                           |
| Millenia （画像は中期型）                 | ユーノス800 ・ミレーニア         | 1993年   | 2003年        | 1代               | MAZDA Millenia Xedos 9                      | 国内市場では、1993年から1997年まで「ユーノス800」として販売された。 4ドアセダンのみの設定。 |
| Ẽfini MS-8                                | アンフィニMS-8                   | 1992年   | 1997年        | 1代               |                                             | クロノスファミリーの一つ。 4ドアハードトップのみの設定。 |
| ミドルクラス                              |                                  |          |               |                   |                                             | |
| Capella （写真は7代目）                   | カペラ                           | 1970年   | 1991年 2002年 | 7代               | MAZDA 626                                   | マツダの基幹車種の一つ。 4ドアセダン、ハードトップ、5ドア、ワゴン等 多彩なボディタイプが用意されていた。 1991年から1994年まで販売を休止していた。                                                                                     |
| CRONOS                                    | クロノス                         | 1991年   | 1995年        | 1代               | MAZDA 626                                   | マツダの基幹車種の一つ。 国内市場ではカペラの後継モデルであったが、海外市場では引き続き「マツダ626」として販売された。 4ドアセダンのみの設定。                                                                                        |
| Ẽfini MS-6                                | アンフィニMS-6                   | 1991年   | 1994年        | 1代               | MAZDA 626                                   | クロノスファミリーの一つ。 クロノスの5ドアハッチバック版として、 アンフィニ店で販売された。 |
| Autozam Clef                              | オートザム・クレフ               | 1992年   | 1994年        | 1代               |                                             | クロノスファミリーの一つ。 オートザム店で販売されたクロノスの姉妹車。 4ドアセダンのみの設定。 |
| EUNOS 500                                 | ユーノス500                      | 1991年   | 1999年        | 1代               | Xedos 6                                     | クロノスファミリーの一つ。 4ドアセダンのみの設定。 国内市場では1996年3月で販売終了となったが、海外市場では欧州を中心に1999年まで販売された。                                                                                          |
| Persona                                   | ペルソナ                         | 1988年   | 1992年        | 1代               |                                             | 5代目カペラをベースとした4ドアハードトップ。 エクステリアだけでなく、インテリアデザインにもこだわったモデルであった。 |
| EUNOS 300                                 | ユーノス300                      | 1989年   | 1992年        | 1代               |                                             | ユーノス店で販売されたペルソナの姉妹車。 |
| Savanna                                   | サバンナ                         | 1971年   | 1978年        | 1代               | MAZDA RX-3                                  | ロータリーエンジンモデル専用車。 4ドアセダン・2ドアクーペ・スポーツワゴンが設定されていた。 |
| Grand Familia                             | グランドファミリア               | 1971年   | 1978年        | 1代               | MAZDA 808 MAZDA 818 MAZDA Mizer             | サバンナの姉妹車で、レシプロエンジンモデルのみの設定。 4ドアセダン・クーペに加え、商用のバンが用意された。 |
| AXELA SEDAN                               | アクセラセダン                   | 2003年   | 2019年        | 3代               | Mazda3                                      | ファミリアの系譜を引き継ぐ、Cセグメントクラスの4ドアセダン。 |
| MAZDA6 SEDAN                              | MAZDA6セダン                     | 2002年   | 2024年        | 3代               |                                             | カペラの系譜を引き継ぐ、Dセグメントクラスの4ドアセダン。 |
| コンパクトセダン / ハッチバック           |                                  |          |               |                   |                                             | |
| CAROL 600                                 | キャロル600                      | 1962年   | 1964年        | 1代               |                                             | 軽自動車版のキャロル360の小型車版。 「クリフカット」デザインが斬新な印象を与える4ドアセダン。 |
| Familia （画像は9代目）                   | ファミリア                       | 1964年   | 2003年        | 9代               | MAZDA 323                                   | マツダの基幹車種の一つ。 バンモデルの販売は1963年から。バンは2019年現在もOEMで継続している。 セダンモデルは4代目を除き、ハッチバックモデルは4代目以降設定された。                                                                     |
| LANTIS                                    | ランティス                       | 1993年   | 1997年        | 1代               | MAZDA 323F MAZDA 323 Astina                 | 4ドアハードトップと4ドクーペ（5ドアハッチバック） が設定された。 |
| FAMILIA ASTINA                            | ファミリアアスティナ             | 1989年   | 1994年        | 1代               | MAZDA 323 Astina                            | 7代目ファミリアの5ドアハッチバックモデル。 リトラクタブルヘッドランプを採用した斬新なデザインが特徴であった。 |
| EUNOS 100                                 | ユーノス100                      | 1989年   | 1994年        | 1代               |                                             | ユーノス店で販売されたファミリアアスティナの姉妹車。 |
| Autozam Revue                             | レビュー                         | 1990年   | 1998年        | 1代               | Mazda 121                                   | 初代フォード・フェスティバをベースとした、 コンパクトな4ドアセダン。 キャンバストップも用意された。 |
| Familia S-WAGON                           | ファミリア S-ワゴン              | 1998年   | 2004年        | 1代               | MAZDA 323                                   | 9代目ファミリアの5ドアモデル。 販売戦略上「S-ワゴン」と呼称されたが、 あくまでも“ショートワゴン”的な5ドアハッチバックである。 |
| VERISA                                    | ベリーサ                         | 2004年   | 2015年        | 1代               |                                             | 2代目デミオをベースとした国内市場専用のコンパクトカー。 本革シートを用意する等、「プレミアム・コンパクト」という位置づけであった。 |
| AXELA SPORT                               | アクセラスポーツ                 | 2003年   | 2019年        | 3代               | mazda3                                      | ファミリアの系譜を引き継ぐ、Cセグメントクラスのハッチバック。 ラインアップは概ね「セダン」と共通だが、「ハイブリッド」モデル は未設定である。                                                                                         |
| ワゴン                                    |                                  |          |               |                   |                                             | |
| LUCE                                      | ルーチェワゴン                   | 1966年   | 1988年        | -                 |                                             | マツダの基幹車種の一つ。 ワゴンモデルは初代と2代目に設定された。 なお、3代目では商用のバンのみの設定となった。 |
| Familia                                   | ファミリアワゴン                 | 1985年   | 1994年        | -                 |                                             | マツダの基幹車種の一つ。 ワゴンモデルは初代と6代目に設定されていた。 |
| Capella CARGO                             | カペラカーゴ・カペラワゴン       | 1987年   | 1999年        | -                 | MAZDA 626                                   | マツダの基幹車種の一つ。 ワゴンは5代目で「カペラカーゴワゴン」として初設定。 6代目販売時は先代モデルを改良し「カペラワゴン」に改称して継続販売された。 7代目でセダンと共に新型に切り替わっている。                                    |
| Savanna Sports WAGON                      | サバンナスポーツワゴン           | 1971年   | 1978年        | 1代               |                                             | |
| MAZDA6 WAGON                              | MAZDA6ワゴン                     | 2002年   | 2024年        | 3代               |                                             | 「MAZDA6」のステーションワゴンモデル。 |
| クーペ / コンバーチブル                   |                                  |          |               |                   |                                             | |
| Luce Rotary Coupe                         | ルーチェロータリークーペ         | 1969年   | 1972年        | 1代               |                                             | ロータリーエンジン専用の少量生産モデルであった。 |
| Luce Hardtop                              | ルーチェハードトップ             | 1972年   | 1978年        | 1代               |                                             | 2代目モデルに設定されたルーチェの2ドアハードトップ。 |
| Cosmo Sport                               | コスモスポーツ                   | 1967年   | 1972年        | 1代               |                                             | 世界初の実用・量産ロータリーエンジンを搭載した 2シータースポーツ。 特撮TV番組、「帰ってきたウルトラマン」にて 「マットビハイクル」として登場し人気を博した。                                                                          |
| Cosmo （写真は3代目）                     | コスモ                           | 1967年   | 1996年        | 4代               |                                             | コスモAP・コスモL・コスモ。 世代数にはコスモスポーツ・ユーノスコスモ含む。 |
| Eunos Cosmo                               | ユーノス・コスモ                 | 1990年   | 1996年        | 1代               | 国内市場専用モデル                          | 量産車世界初にして世界唯一の、3ローターロータリーエンジンを搭載した高級パーソナルクーペ。 |
| Savanna Coupe                             | サバンナクーペ                   | 1971年   | 1978年        | 1代               | MAZDA RX-3                                  | ロータリーエンジンモデル専用車。 4ドアセダン・2ドアクーペ・スポーツワゴンが設定されていた。 日産・スカイラインの連勝記録を止めたロータリーエンジン搭載車。 RX-3は日本国外とモータースポーツでの名称。                                 |
| Grand Familia Coupe                       | グランドファミリアクーペ         | 1971年   | 1978年        | 1代               | MAZDA 808 MAZDA 818 MAZDA Mizer             | サバンナの姉妹車で、レシプロエンジンモデルのみの設定。 4ドアセダン・クーペに加え、商用のバンが用意された。 |
| RX-7 （写真は3代目）                      | RX-7                             | 1978年   | 2002年        | 3代               | MAZDA RX-7                                  | 初代および2代目は「サバンナRX-7」、 3代目は発売当初「アンフィニRX-7」後に「マツダRX-7」。 ロータリーエンジン専用スポーツカー。 トヨタ・2000GT同様、北米の法規に適合させるため、初代からリトラクタブル・ヘッドライトを使用している。   |
| RX-8                                      | RX-8                             | 2003年   | 2012年        | 1代               | MAZDA RX-8                                  | RX-7の系譜を受け継ぐロータリーエンジン搭載の4ドアクーペ。 観音開き式のリアドア「フリースタイルドア」を採用し、スポーツ性能のみならず、利便性にも配慮がなされたモデルであった。                                                        |
| Capella Hardtop                           | カペラクーペ・ハードトップ       | 1970年   | 1987年        | 4代               | MAZDA 626                                   | 初代・4代目は「カペラクーペ」、 2代目・3代目は「カペラハードトップ」として販売された。 |
| Capella C2                                | カペラC2                         | 1987年   | 1991年        | 1代               | MAZDA MX-6                                  | 5代目カペラの2ドアクーペ版。 |
| MX-6                                      | MX-6                             | 1992年   | 1995年        | 1代               | MAZDA MX-6                                  | クロノスをベースとした2ドアクーペ版。ボディパネルは完全専用設計であった。 |
| Etude                                     | エチュード                       | 1987年   | 1990年        | 1代               | 国内市場専用モデル                          | 6代目ファミリアをベースにファッショナブルに仕立てた3ドアハッチバッククーペ。 販売低迷に苦しみ、短期間で販売終了となった。 |
| Eunos Presso                              | ユーノスプレッソ                 | 1991年   | 1998年        | 1代               | MAZDA MX-3                                  | 7代目ファミリアをベースに開発された3ドアクーペ。 発表当時は世界最小のV6エンジンとなるV6 1.8リッターエンジンの搭載が話題となった。 |
| Autozam AZ-3                              | オートザムAZ-3                   | 1991年   | 1998年        | 1代               | MAZDA MX-3                                  | オートザム店で販売されていたユーノスプレッソの姉妹車。 |
| LANTIS                                    | ランティス4ドアクーペ            | 1993年   | 1997年        | 1代               | MAZDA 323F                                  | 4ドアハードトップと4ドクーペ（5ドアハッチバック）が設定された。 |
| FAMILIA cabriolet                         | ファミリア・カブリオレ           | 1986年   | 1989年        | 1代               | MAZDA 323                                   | 6代目ファミリアに設定された同車唯一のオープンモデル。 |
| SUV/クロスカントリー/ピックアップトラック |                                  |          |               |                   |                                             | |
| X2000                                     | X2000                            | 1968年   | 1973年        | 1代               | Pathfinder XV-1                             | |
| PROCEED （写真は5代目）                   | プロシード                       | 1965年   | 2009年        | 5代               | Bシリーズ                                   | プロシードとBシリーズは小型ピックアップトラック。OEMとしてフォードブランドでも販売。 初代には輸出専用のロータリーエンジン搭載の「ロータリーピックアップ」も設定された                                                                 |
| PROCEED MARVIE                            | プロシードマービー               | 1990年   | 1999年        | 1代               |                                             | プロシードベースのSUV。乗用車ベースのトリビュートの登場に伴い、一代限りの生産に終わった。 |
| PROCEED LEVANTE                           | プロシードレバンテ               | 1995年   | 2001年        | 2代               | 日本市場専売車                              | スズキ・エスクードのOEM車 |
| Tribute                                   | トリビュート                     | 2000年   | 2011年        | 2代               |                                             | |
| CX-7                                      | CX-7                             | 2006年   | 2012年        | 1代               |                                             | |
| CX-8                                      | CX-8                             | 2017年   | 2023年        | 1代               |                                             | 3列シートを備えた6～7人乗りの大型SUV。 |
| CX-4                                      | CX-4                             | 2016年   | 2024年        | 1代               | 中国市場専売車                              | |
| CX-9                                      | CX-9                             | 2016年   | 2024年        | 2代               |                                             | 3列シートを備えた7人乗りの大型SUV。 |
| ミニバン/1BOX                             |                                  |          |               |                   |                                             | |
| BONGO （画像は2代目）                     | ボンゴブローニイワゴン           | 1983年   | 2010年        | 2代               | E2000 等                                    | 3代目ボンゴの全幅・ホイールベースを延長した上位車種。 3代目ボンゴに先駆けて発売された。 |
| BONGO （画像は3代目）                     | ボンゴワゴン                     | 1978年   | 1999年        | 2代（ワゴンのみ） | BONGO                                       | 2代目は「ボンゴマルチワゴン」、3代目は「ボンゴワゴン」として販売された。 |
| BONGO BONDY                               | ボンゴ・ボンディ                 | 1979年   | 1983年        | 1代               | BONGO                                       | 2代目ボンゴマルチワゴンの姉妹車。マツダオート店で販売されていた。 |
| EUNOS CARGO WAGON                         | ユーノスカーゴワゴン             | 1990年   | 1993年        | 1代               |                                             | 3代目ボンゴワゴンの姉妹車。ユーノス店専売モデル。 |
| BONGO FRIENDEE                            | ボンゴフレンディ                 | 1995年   | 2005年        | 1代               |                                             | ボンゴワゴンの後継モデルとなるミニバン。 ルーフ部分が電動で持ち上がる「オートフリートップ」の採用が話題となった。 |
| MPV                                       | MPV                              | 1990年   | 2016年        | 3代               | Mazda MPV（2代目まで） Mazda 8（3代目以降） | |
| VX-1                                      | VX-1                             | 2013年   | 2017年        | 1代               |                                             | インドネシア専売車種。スズキ・エルティガのOEM供給車。 |
| PREMACY                                   | プレマシー                       | 1999年   | 2018年        | 3代               | Mazda5                                      | |
| BIANTE                                    | ビアンテ                         | 2008年   | 2018年        | 1代               |                                             | |
| 軽自動車                                  |                                  |          |               |                   |                                             | |
| R360 coupe                                | R360クーペ                       | 1960年   | 1969年        | 1代               |                                             | オールアルミのVツインエンジンをはじめ、ラバースプリング、マグネシウム、プラスチックなどの非鉄部材の多用により軽量化を図った。 現在のシティコミューターのようなコンセプトで、早すぎた登場とも言える。                                  |
| Chantez                                   | シャンテ                         | 1972年   | 1976年        | 1代               | 日本市場専売車                              | |
| Autozam AZ-1                              | オートザムAZ-1                   | 1992年   | 1995年        | 1代               | 日本市場専売車                              | |
| Laputa                                    | ラピュタ                         | 1999年   | 2005年        | 1代               | 日本市場専売車                              | スズキからKeiのOEMを受けて販売された車種。 |
| SPIANO                                    | スピアーノ                       | 2002年   | 2008年        | 1代               | 日本市場専売車                              | スズキからアルトラパンのOEMを受けて販売された車種。 |
| AZ-WAGON （写真は4代目）                  | AZ-ワゴン                        | 1994年   | 2012年        | 4代               | 日本市場専売車                              | スズキからワゴンRのOEMを受けて販売された車種。 |
| AZ-OFFROAD                                | AZ-オフロード                    | 1998年   | 2014年        | 1代               | 日本市場専売車                              | スズキからジムニーのOEMを受けて販売された 車種 |

### 商用車
| 車種              | 車種                               | 初登場年 | 販売終了年   | 世代数 | 日本国外での車名 | 備考 |
| ----------------- | ---------------------------------- | -------- | ------------ | ------ | ---------------- | --- |
| 3輪               |                                    |          |              |        |                  | |
|                   | DA型3輪トラック                    |          |              |        |                  | |
|                   | CTL型3輪トラック                   |          |              |        |                  | |
|                   | DB型3輪トラック                    |          |              |        |                  | |
|                   | DC型3輪トラック                    |          |              |        |                  | |
|                   | GA型3輪トラック                    |          |              |        |                  | |
|                   | GB型3輪トラック                    |          |              |        |                  | |
|                   | GCZ型3輪トラック                   |          |              |        |                  | |
|                   | HB型3輪トラック                    |          |              |        |                  | |
|                   | KC36型3輪トラック                  |          |              |        |                  | |
|                   | LB型3輪トラック                    |          |              |        |                  | |
|                   | MRA型3輪トラック                   |          |              |        |                  | |
|                   | PB型3輪乗用車                      |          |              |        |                  | |
|                   | TCS型3輪トラック                   |          |              |        |                  | |
|                   | VB型3輪ライトバン                  |          |              |        |                  | |
|                   | K360                               | 1959年   | 1969年       | 1代    |                  | 軽オート三輪。R-360クーペと共通のVツインエンジンを搭載。 ダイハツミゼットの対抗車種。愛称はケサブロー。 |
|                   | T600                               | 1959年   | 1971年       | 1代    |                  | K360をスープアップした小型オート三輪。 |
|                   | T1100/T1500                        | 1957年   | 1970年代初め | 1代    |                  | |
|                   | T1500/T2000                        | 1957年   | 1974年       | 1代    |                  | オート三輪。1960年代にダイハツ工業と市場を二分した名車。 |
| 4輪               |                                    |          |              |        |                  | |
|                   | CTD型ダンプカー                    |          |              |        |                  | |
|                   | B1500                              | 1961年   | 1965年       | 1代    |                  | プロシードの先代車種 |
|                   | ロンパー（D1100 / D1500 / D2000）  | 1958年   | 1965年       | 1代    |                  | クラフトの先代車種 |
|                   | クラフト                           | 1965年   |              | 1代    |                  | |
|                   | Eシリーズ（E2000 / E2300 / E2500） |          |              |        |                  | |
| BOXER             | ボクサー                           | 1968年   |              | 1代    |                  | |
| TITAN dash        | タイタンダッシュ                   | 2000年   | 2010年       | 1代    |                  | ボンゴブローニイトラック後継 |
| マイクロバス      |                                    |          |              |        |                  | |
|                   | DUA型マイクロバス                  |          |              |        |                  | |
|                   | ライトバス                         | 1966年   | 1972年       | 1代    |                  | パークウェイ先代車種 |
|                   | パークウェイ                       | 1972年   | 1997年       | 2代    |                  | |
| 軽4輪             |                                    |          |              |        |                  | |
|                   | B360                               | 1961年   | 1968年       | 1代    |                  | |
| Porter            | ポーター                           | 1968年   | 1976年       | 1代    | 日本市場専売車   | |
| Porter Cab        | ポーターキャブ                     | 1969年   | 1989年       | 1代    | 日本市場専売車   | |
| タクシー / 教習車 |                                    |          |              |        |                  | |
| Customcab         | カスタムキャブ                     | 1989年   | 1995年       | 1代    |                  | HB型ルーチェをベースにしたタクシー専用車 |
| Capella           | カペラ                             |          |              |        | MAZDA 626        | |
| LUCE              | ルーチェ                           |          |              |        | MAZDA 929        | |
| 無人牽引車        |                                    |          |              |        |                  | |
|                   | ロボコン                           |          |              |        |                  | ※1970年代半ばまで構内作業用の電動無人牽引車の製造販売を行っていた。 種類も豊富で、特に6トン以上の牽引力を有する中・大型無人牽引車の製造は、 国産ではマツダが先駆けであった。 昭和40年代に発行された「自動車ガイドブック」にも掲載されている。 |

## コンセプトカー

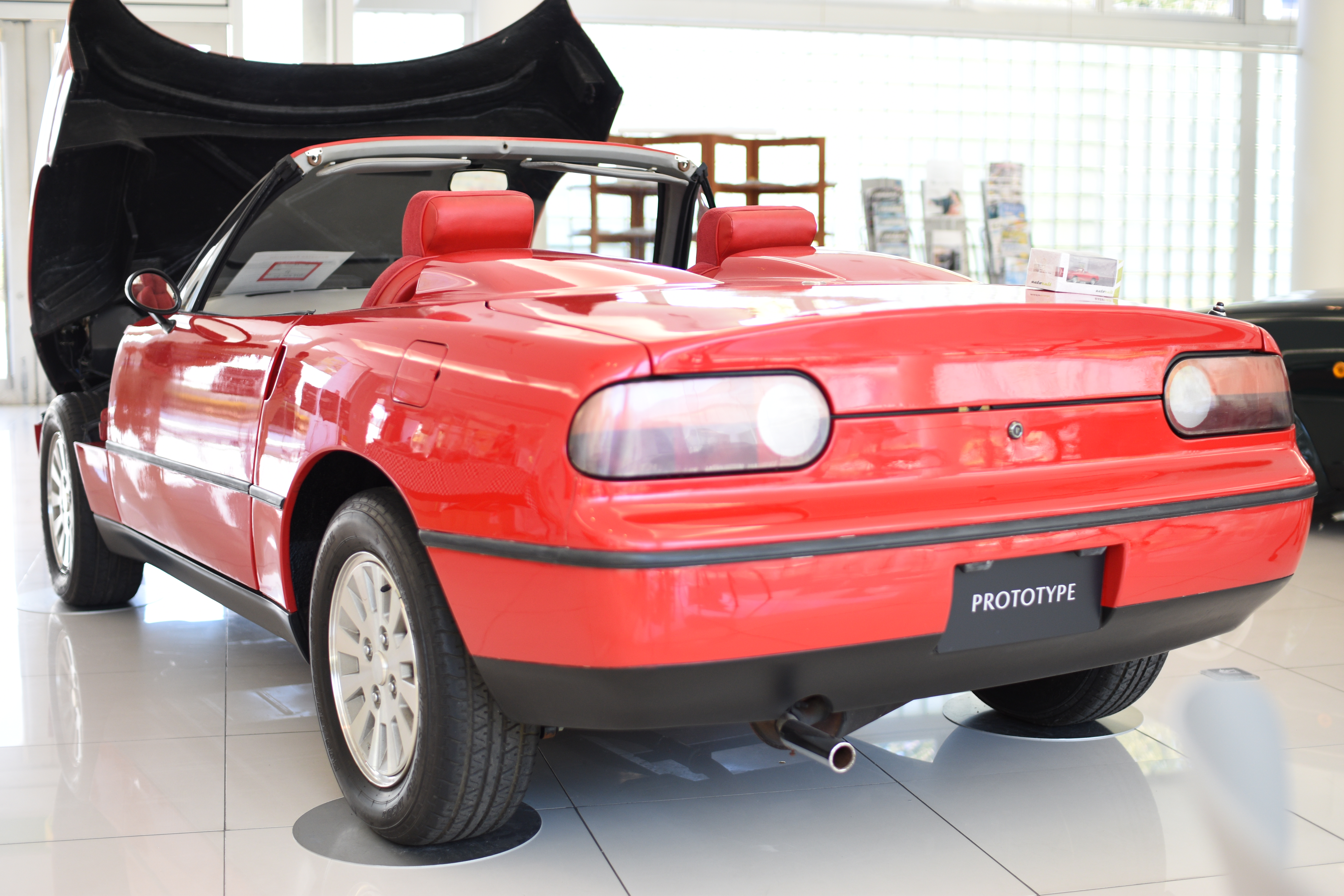
V705
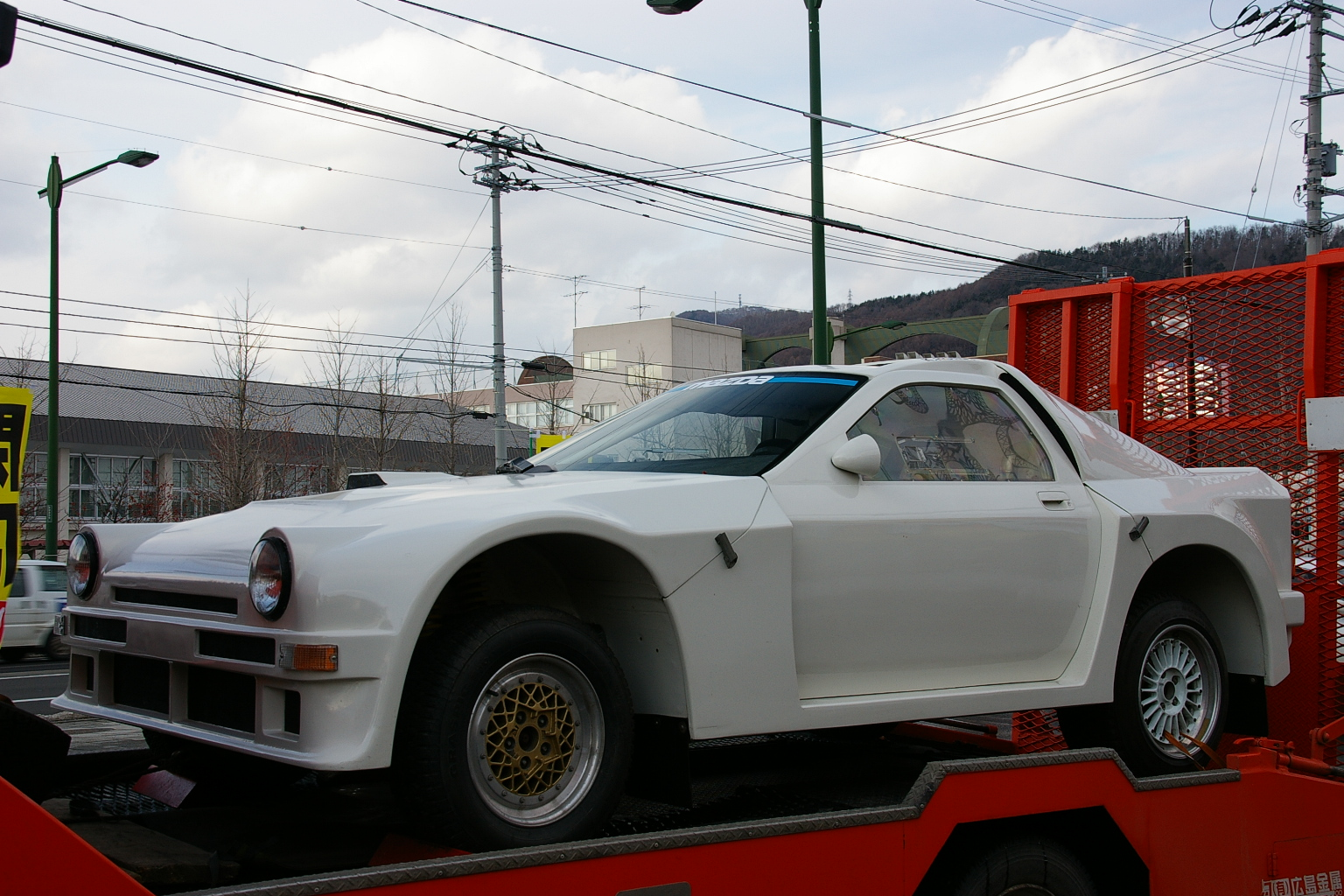
RX-7 SA22 Gr.S

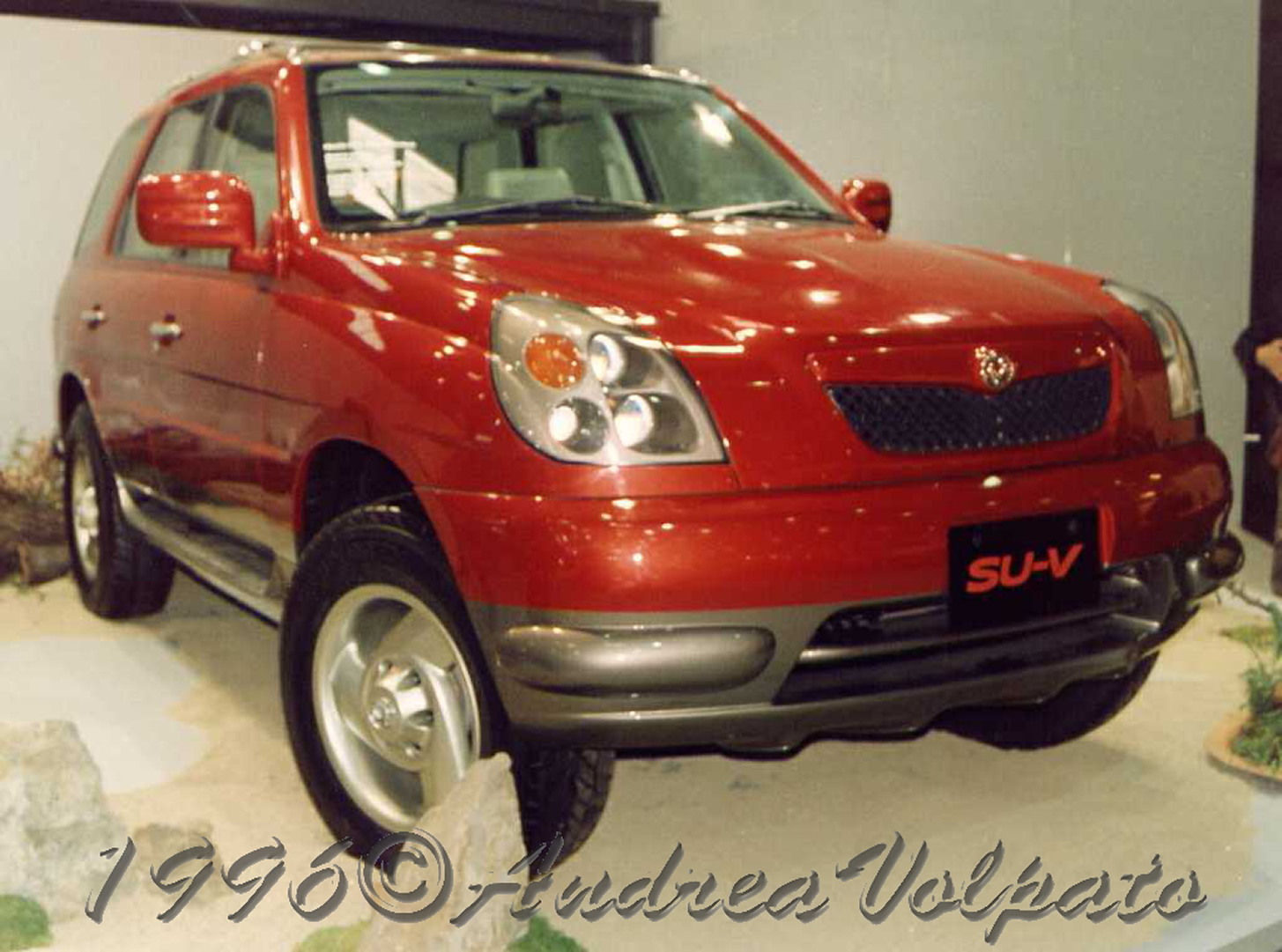
SU-V

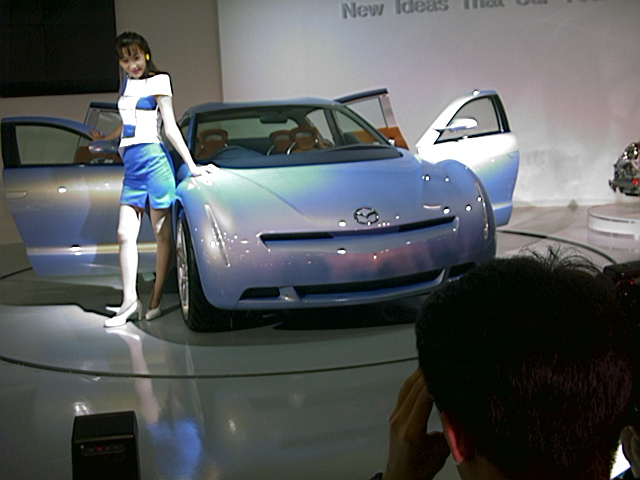
RX-EVOLV

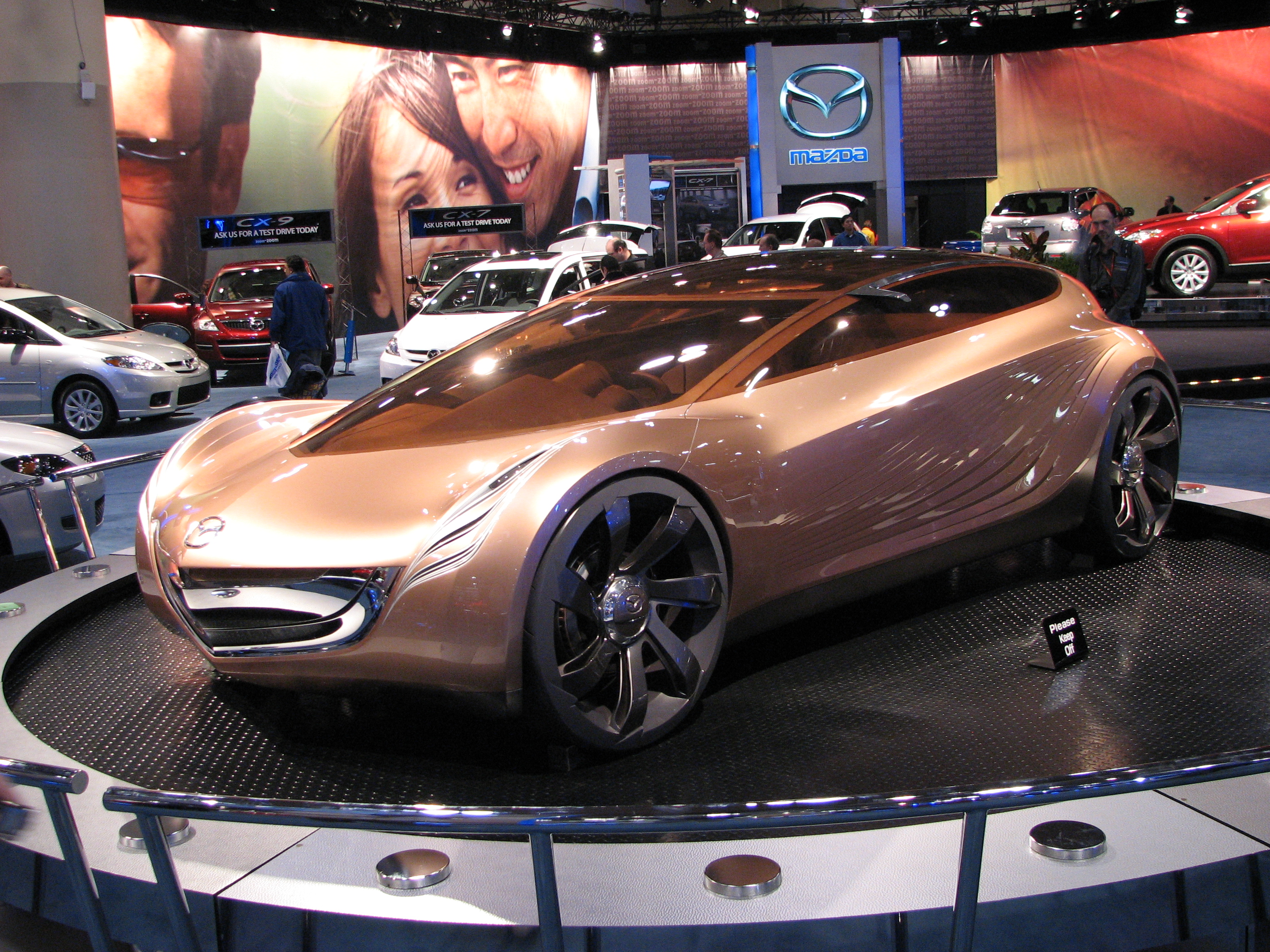
流
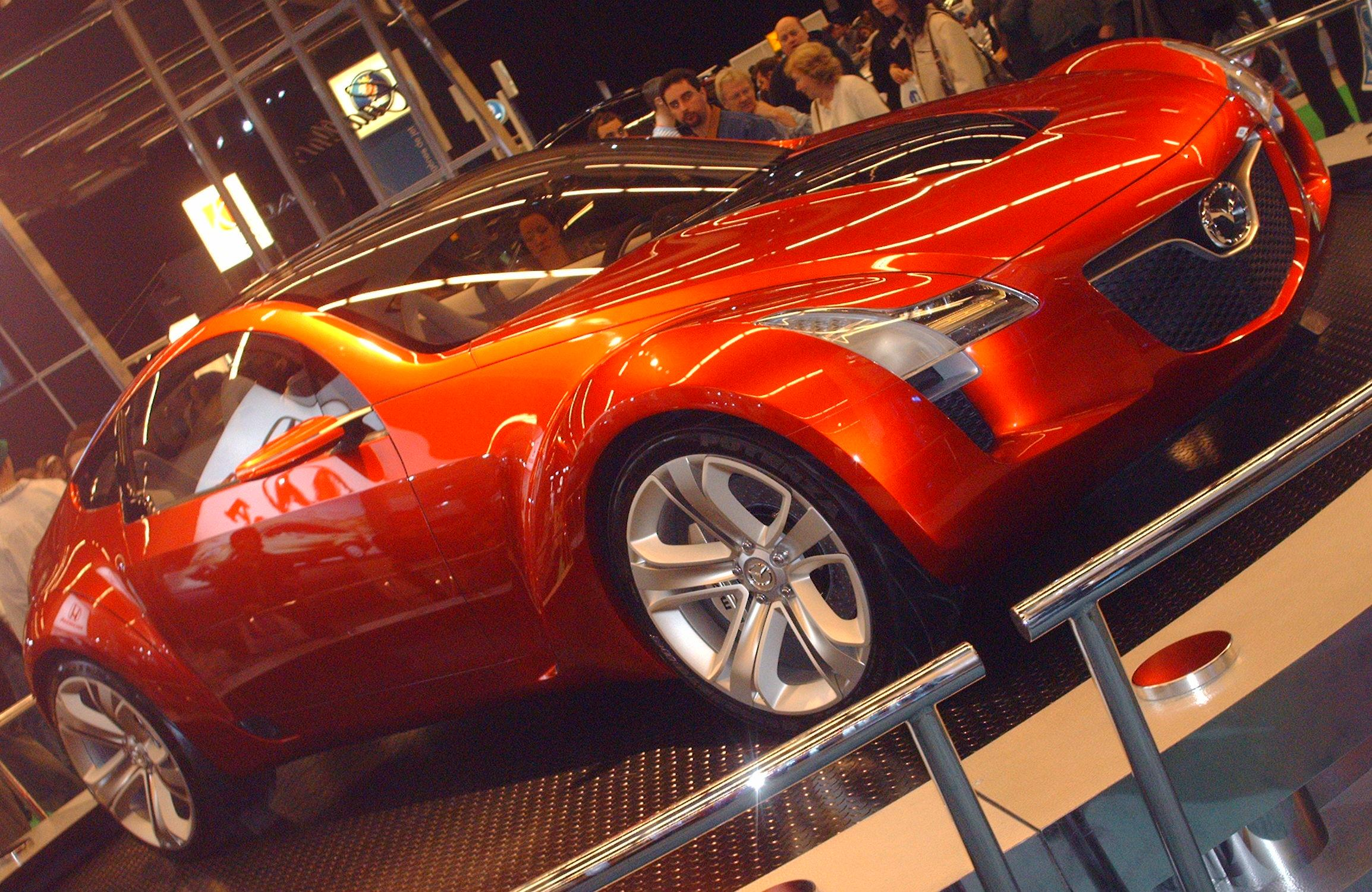
鏑

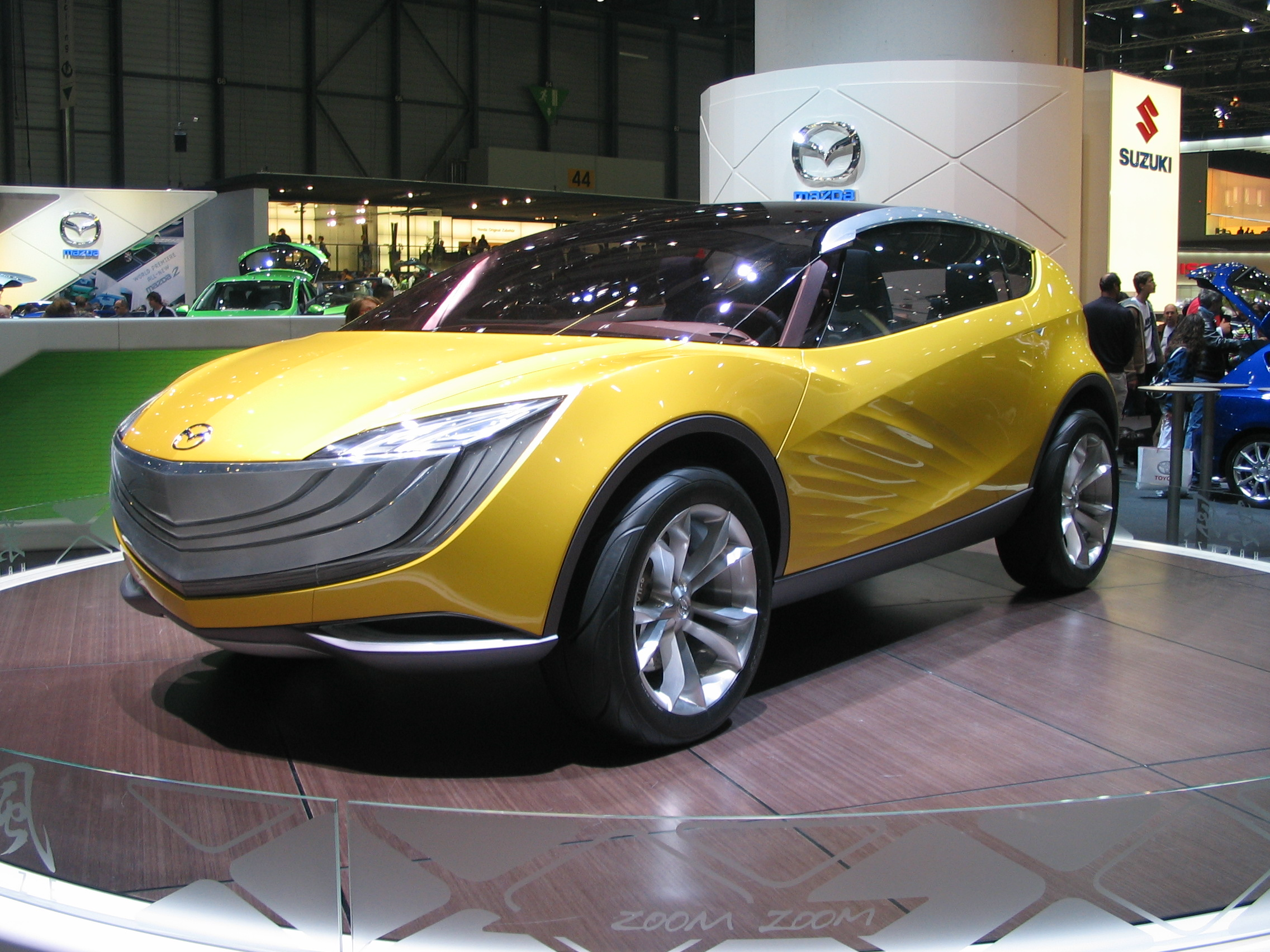
葉風
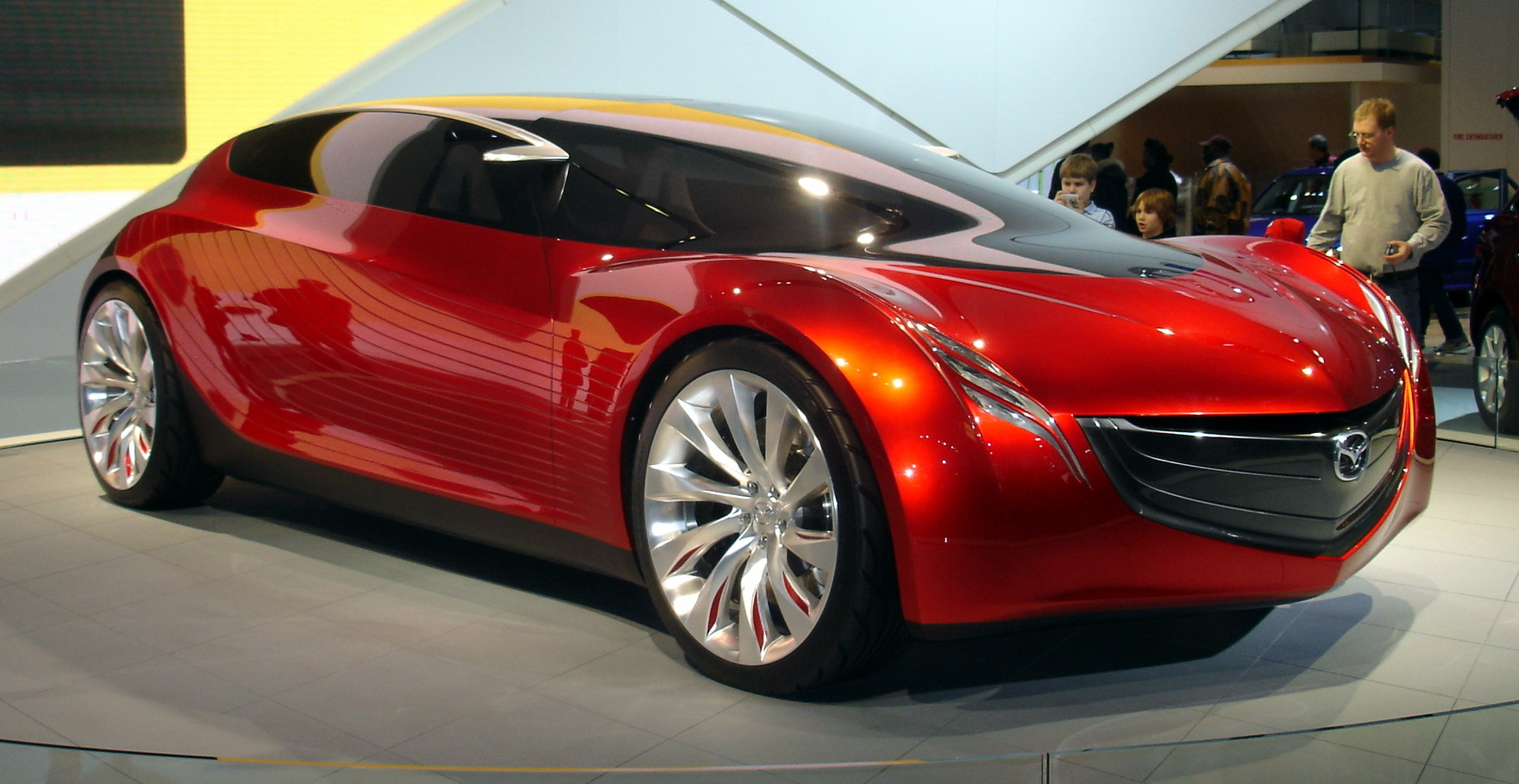
流雅
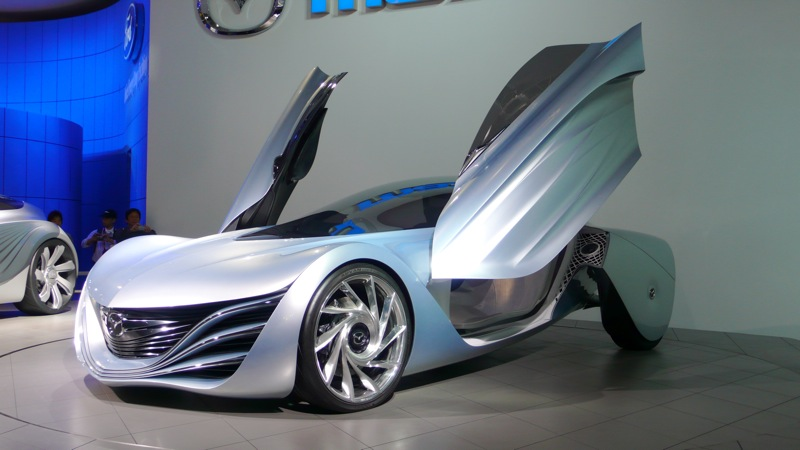
大気

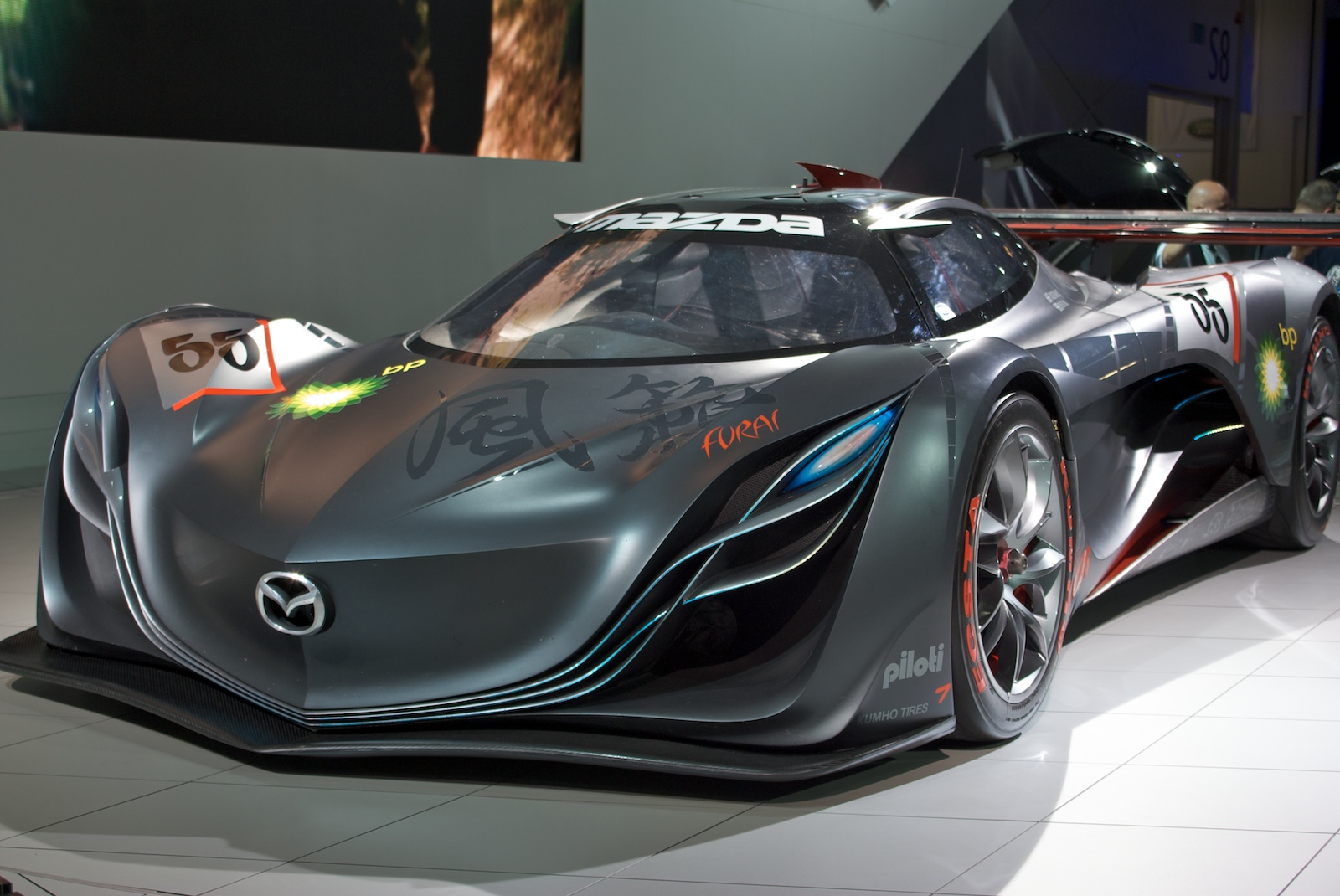
風籟
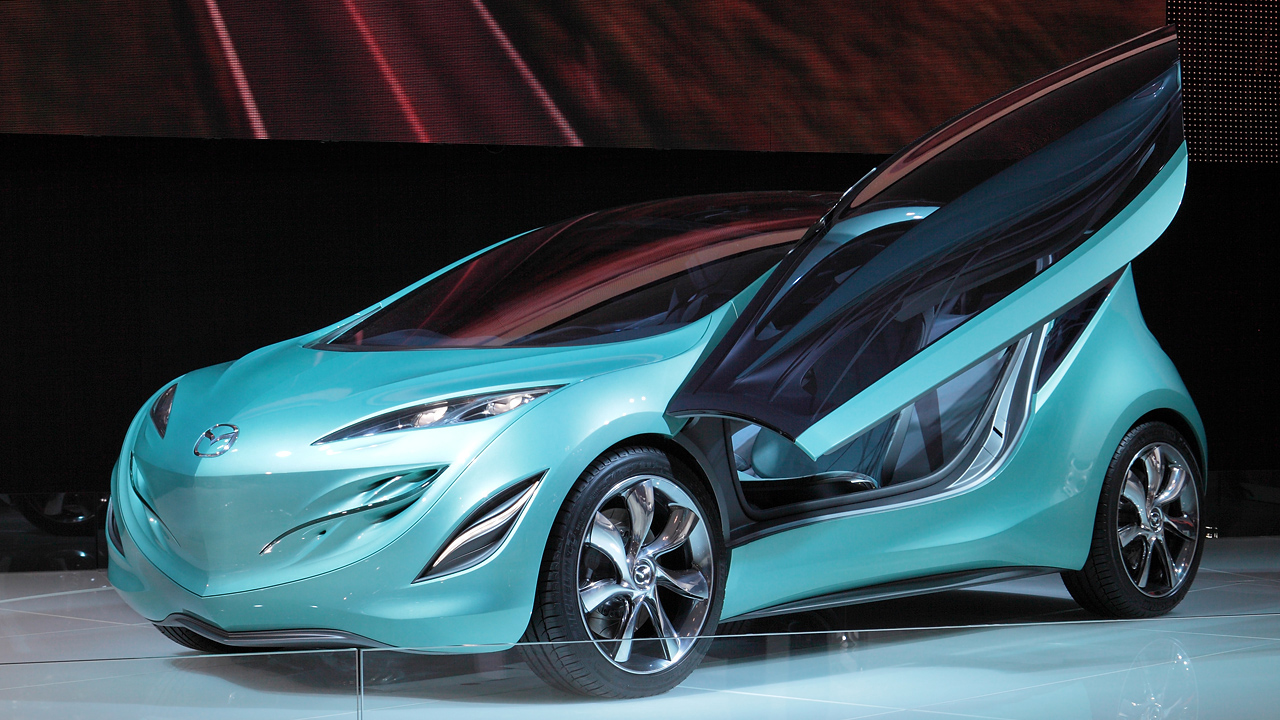
清
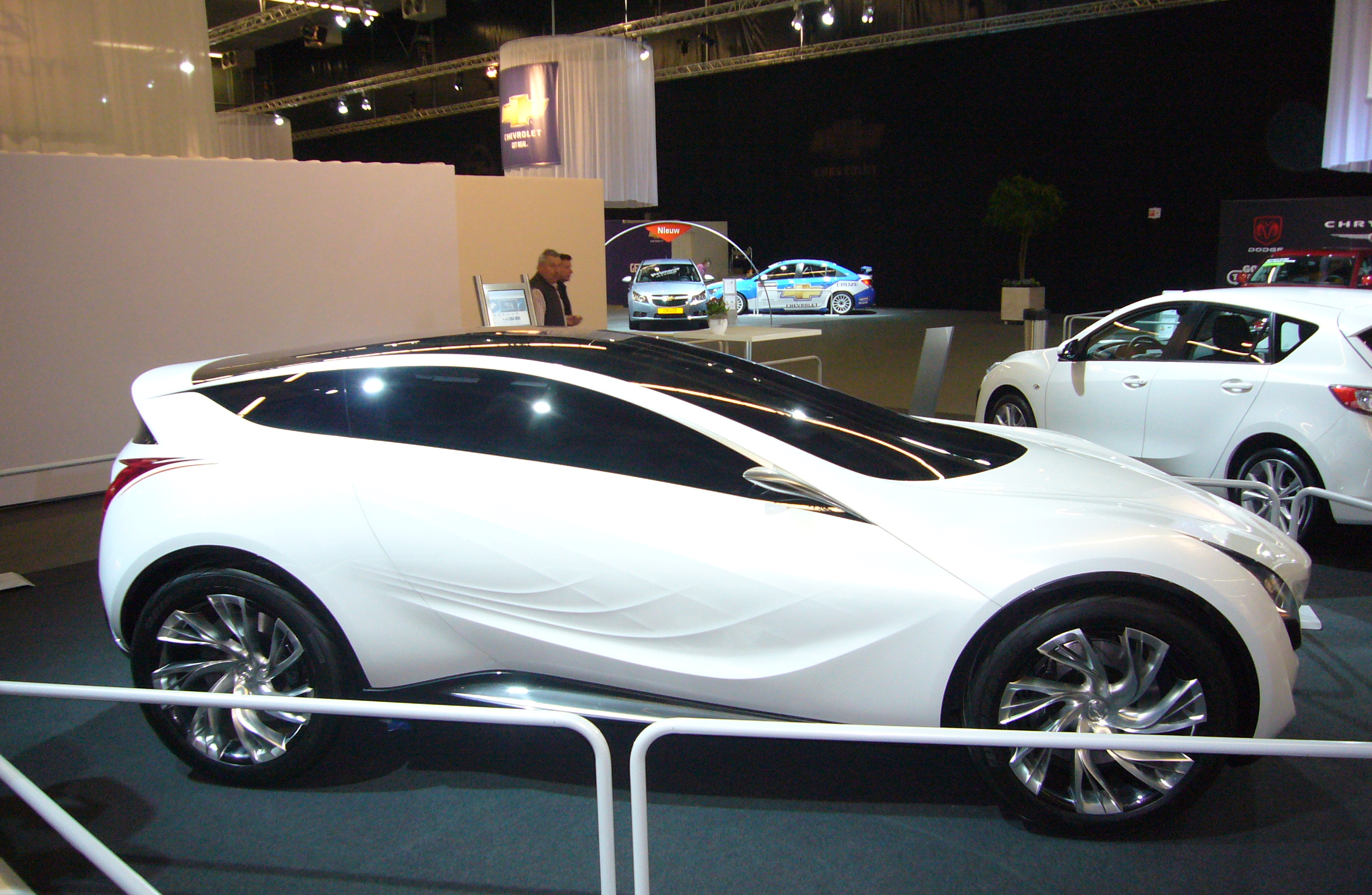
風舞

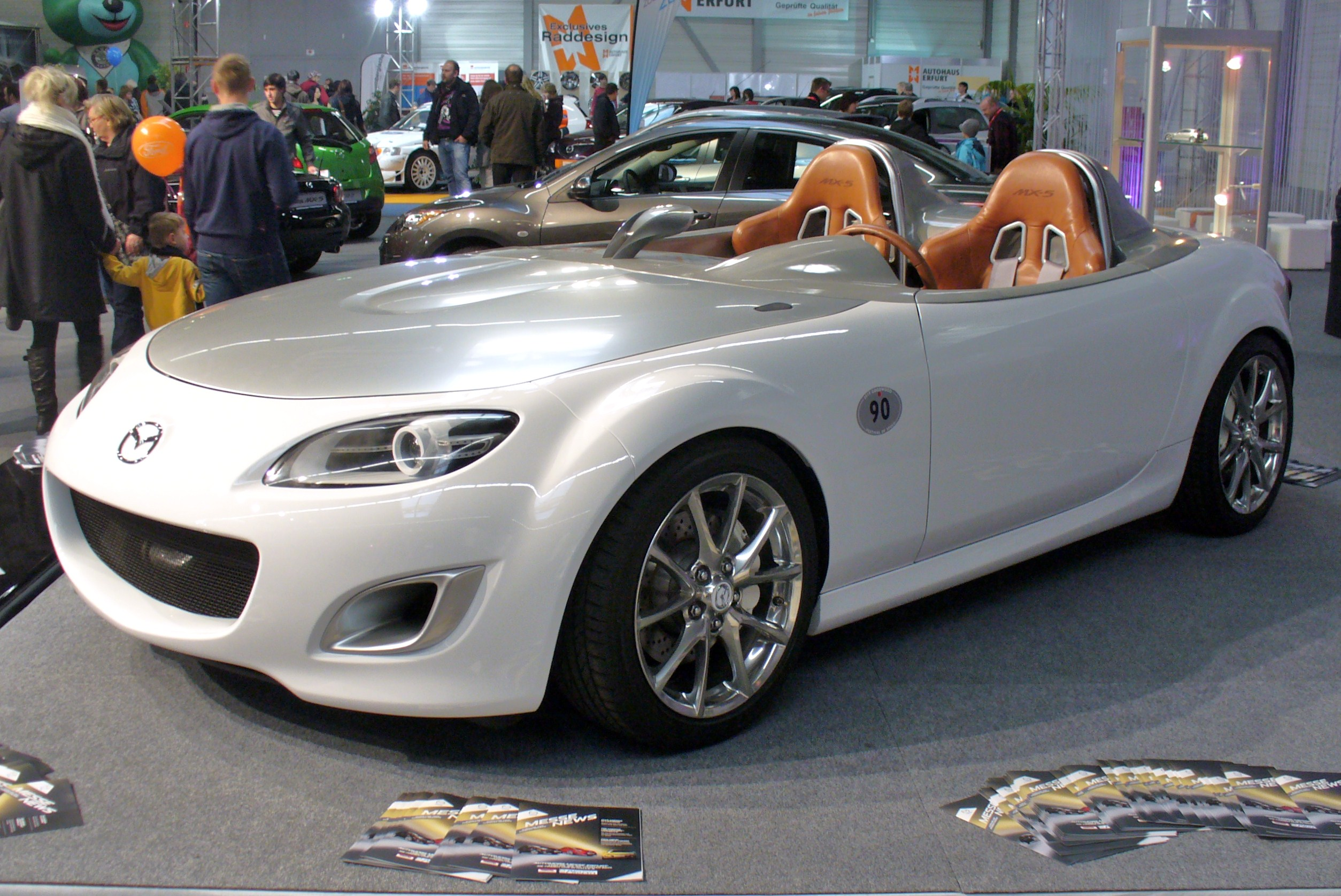
MX-5 Superlight

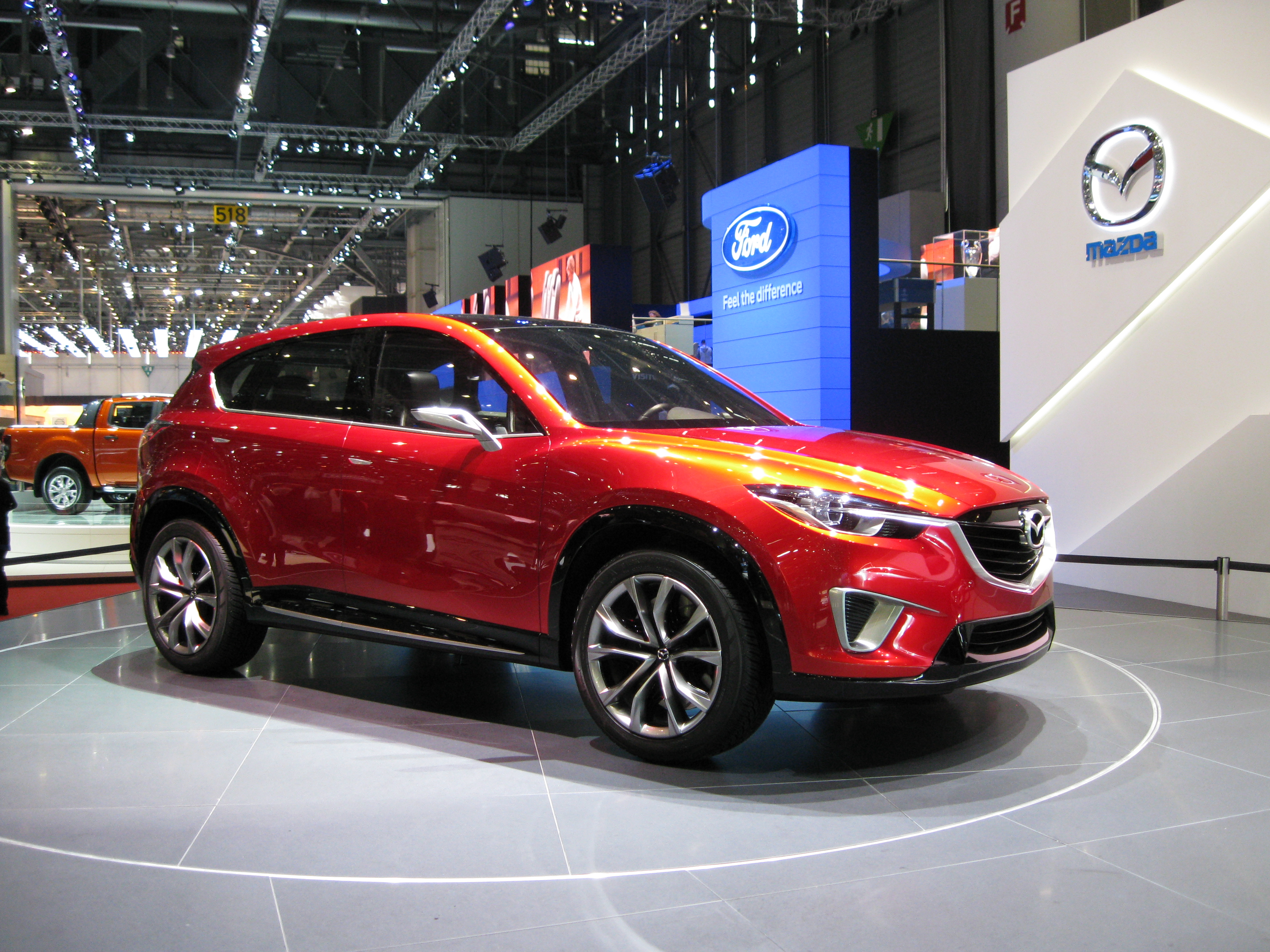
勢
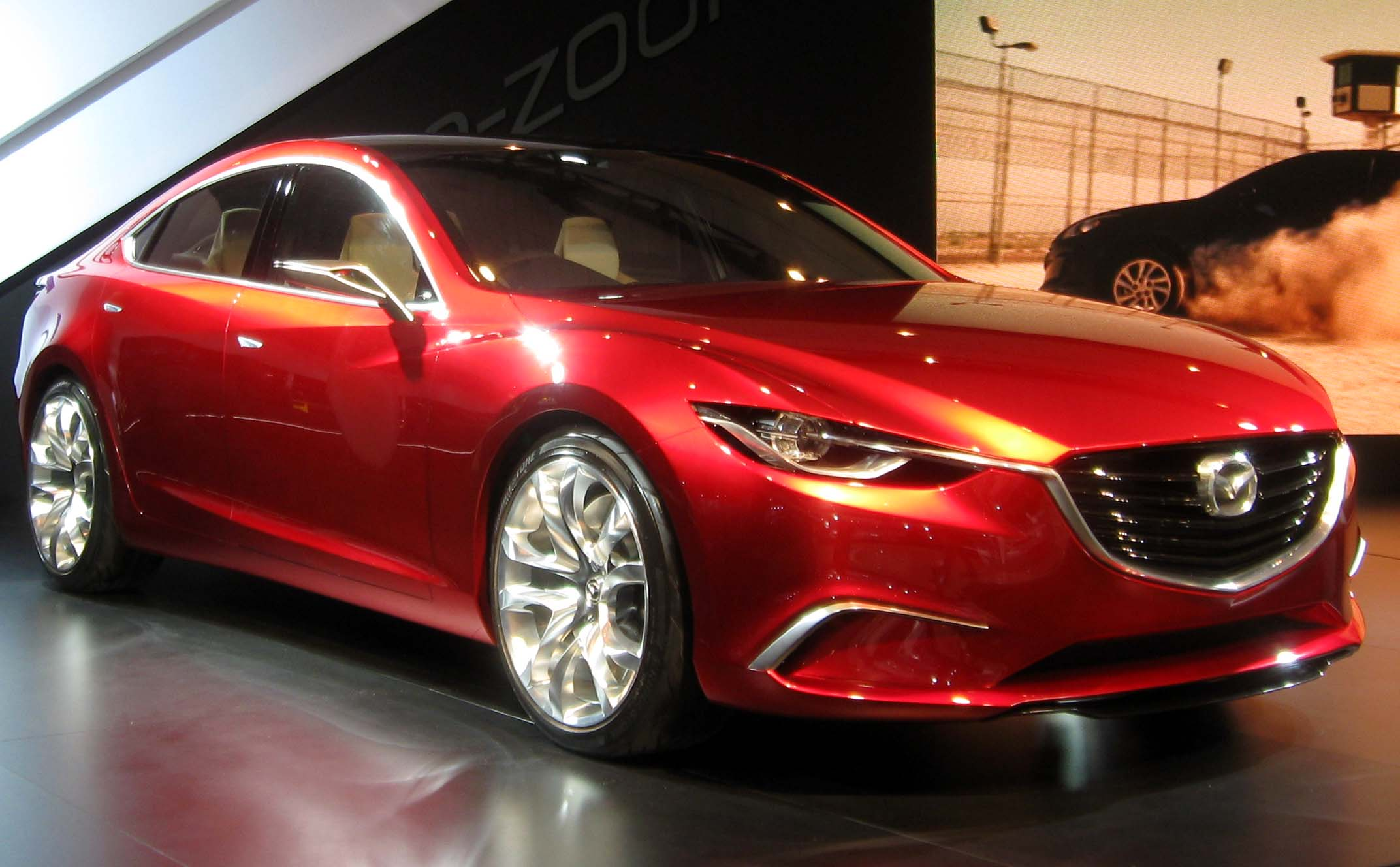
雄

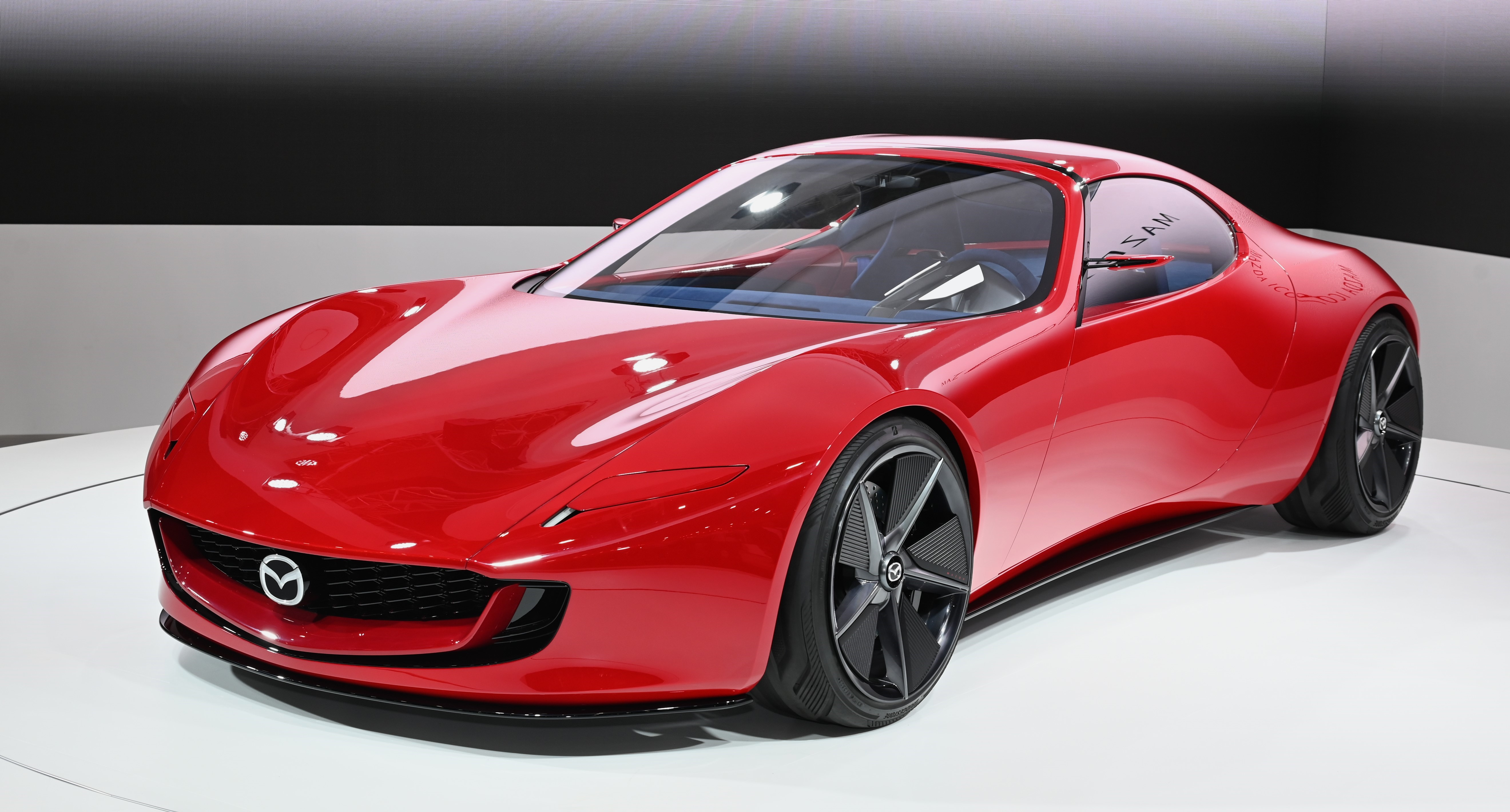
ICONIC SP

1967年

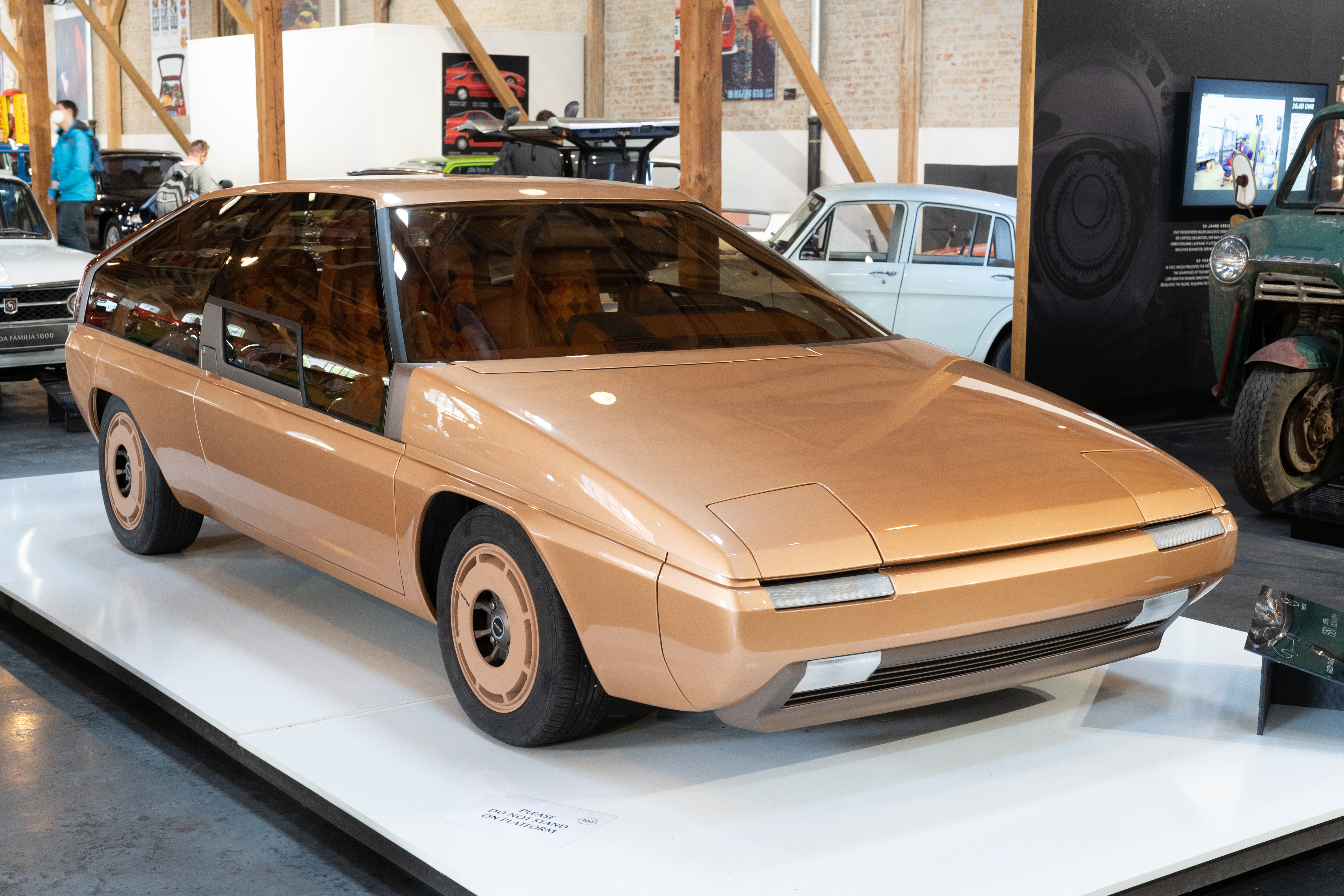
RX87

1970年

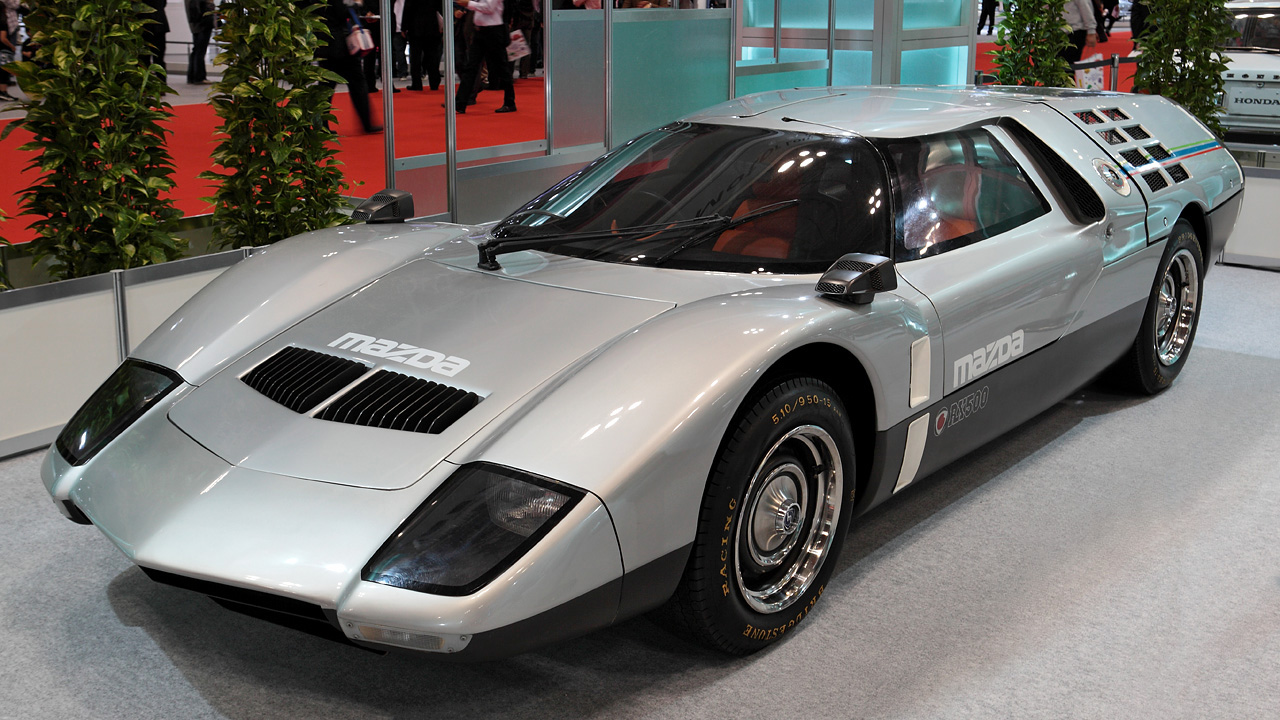
RX500

1974年
- CVS

1981年
- MX-81

1983年
- Le Mans Prototype
- MX-02

1985年
- V705

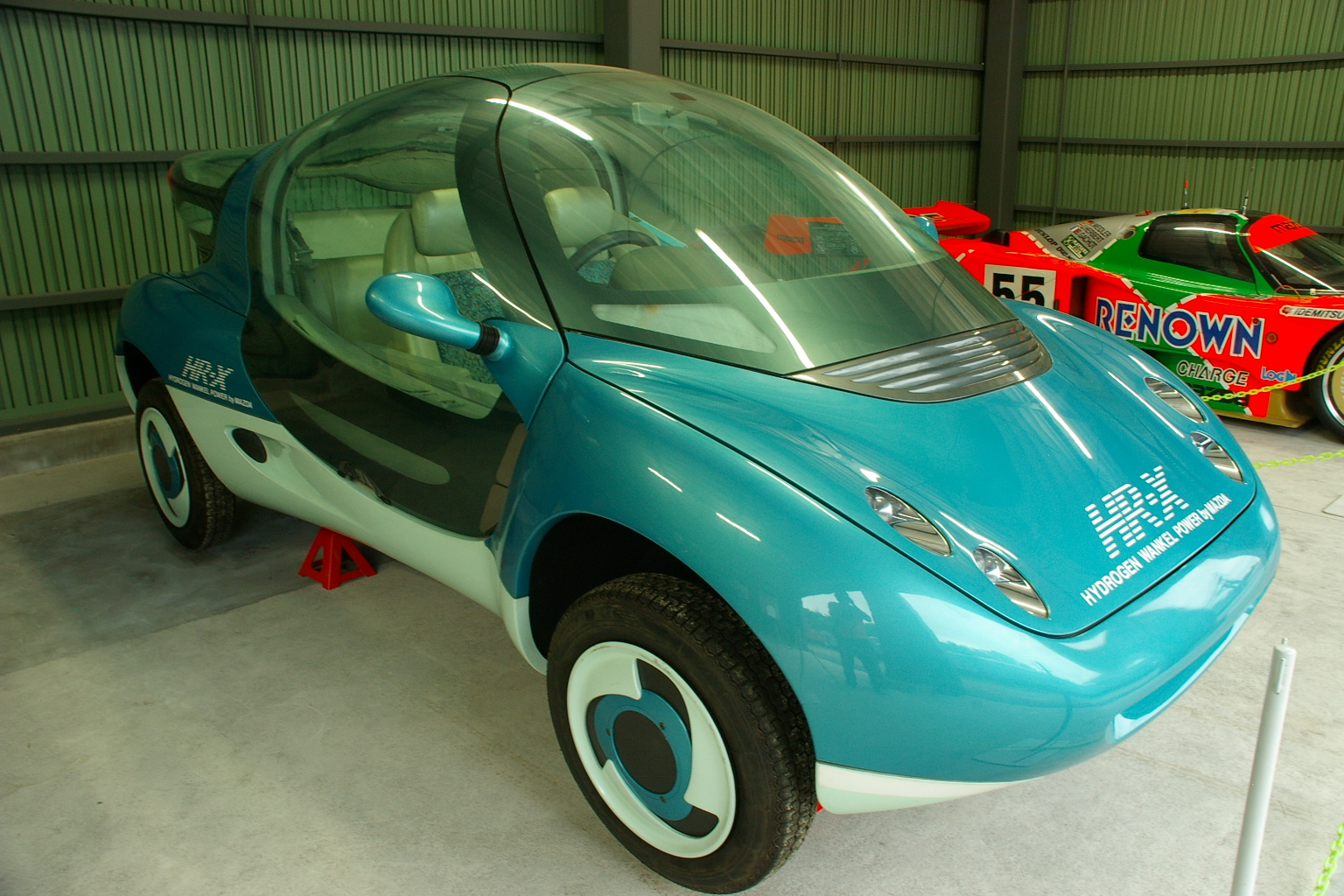
RX-7 SA22 Gr.S

- MX-03

1987年
- MX-04

1989年
- AZ550
- TD-R

1991年
- HR-X（英語版）

- Gissya

1993年
- HR-X 2
- London Taxi

1994年
- Miari[12]

1995年
- SU-V

- BU-X
- CU-X
- RX-01
- SU-V
- M Speedster Concept[12]

1997年
- MS-X
- MV-X

1999年
- RX-EVOLV

- Nextourer
- Activehicle
- SW-X
- Neospace

2000年
- Miata Mono-Posto[12]

2001年

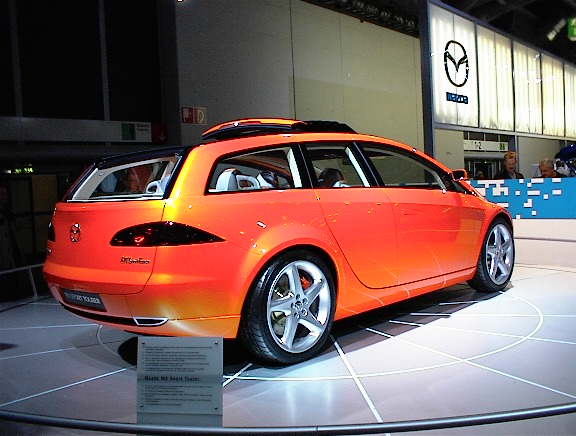
MX Sport Tourer

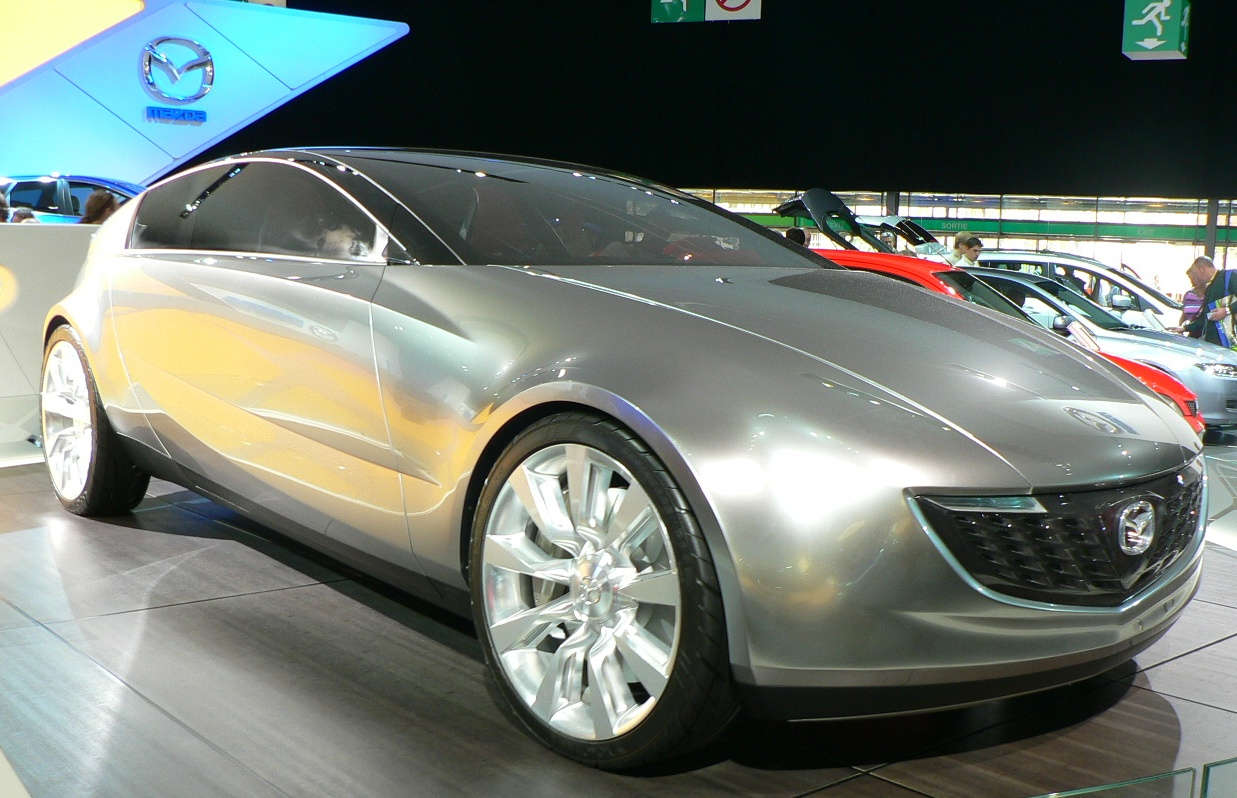
先駆
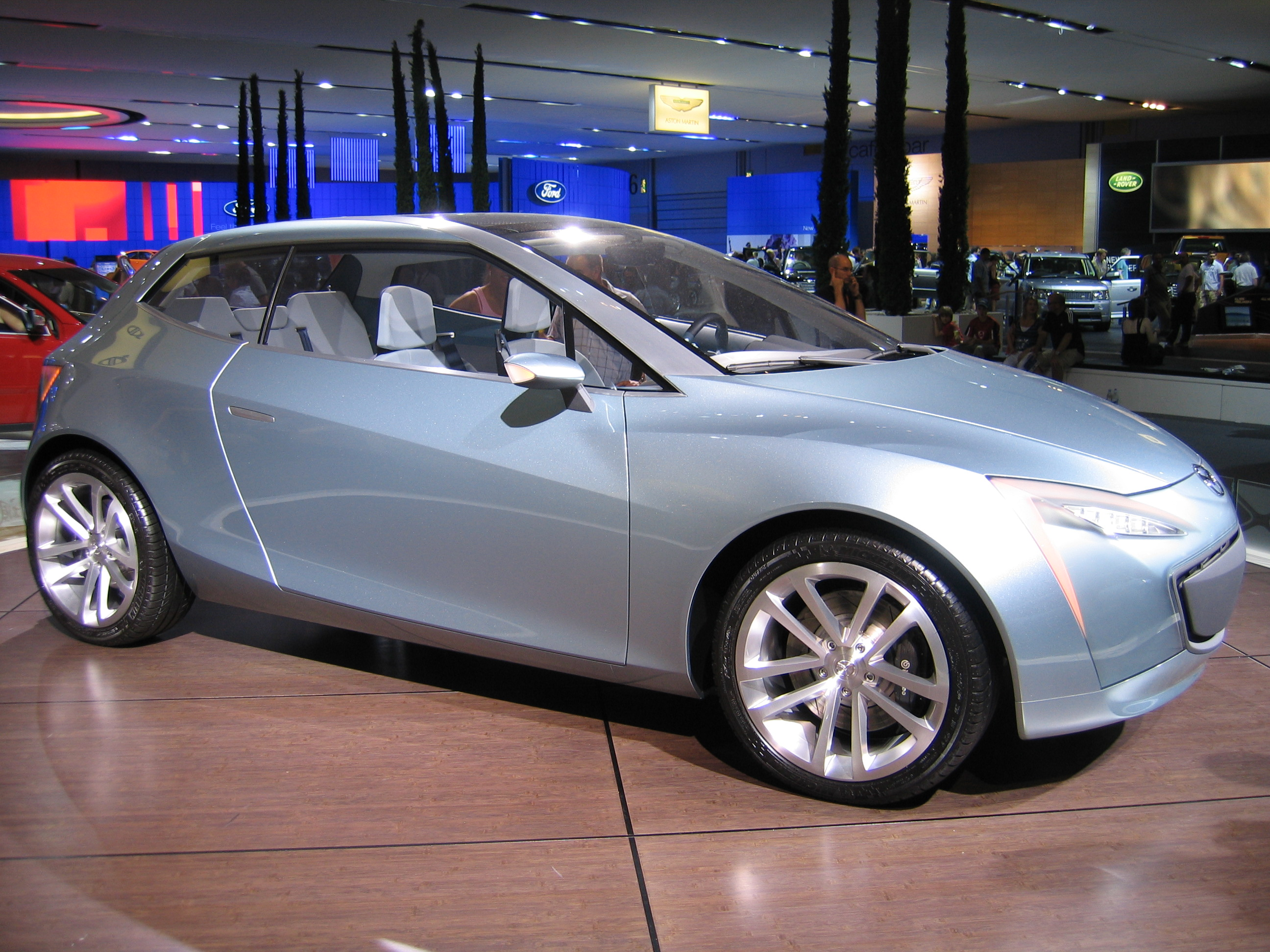
颯爽

- Secret Hideout

2003年
- MX-Sportif

2004年
- MX-Flexa
- MX-Micro Sport

2005年
- 先駆
- 颯爽

- MX-Crossport

2006年
- 流
- 鏑

2007年
- 葉風
- 流雅
- 大気

2008年
- 風籟
- 清
- 風舞

2009年
- MX-5 Superlight[12]

2010年

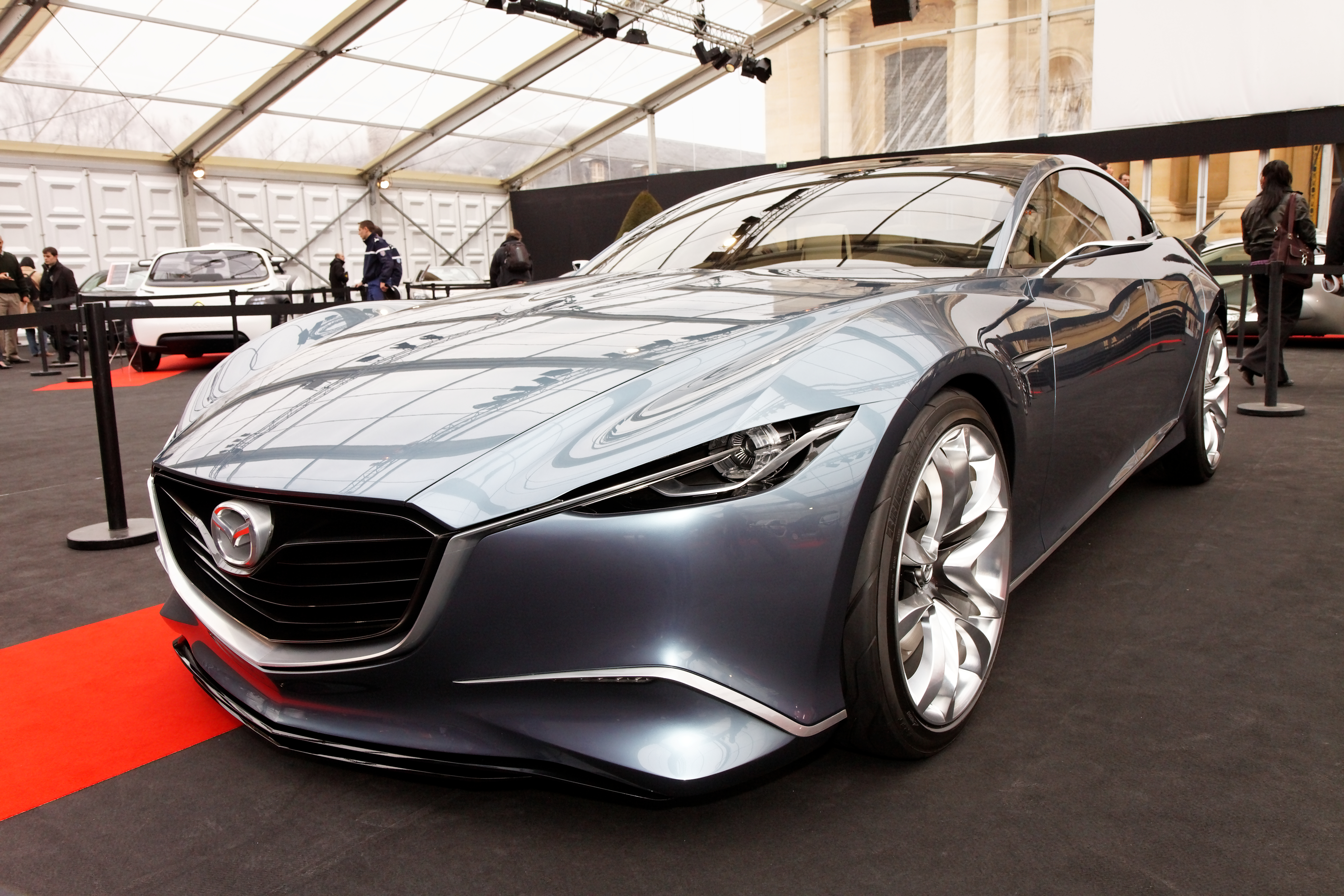
靭

2011年
- 勢
- 雄

2014年

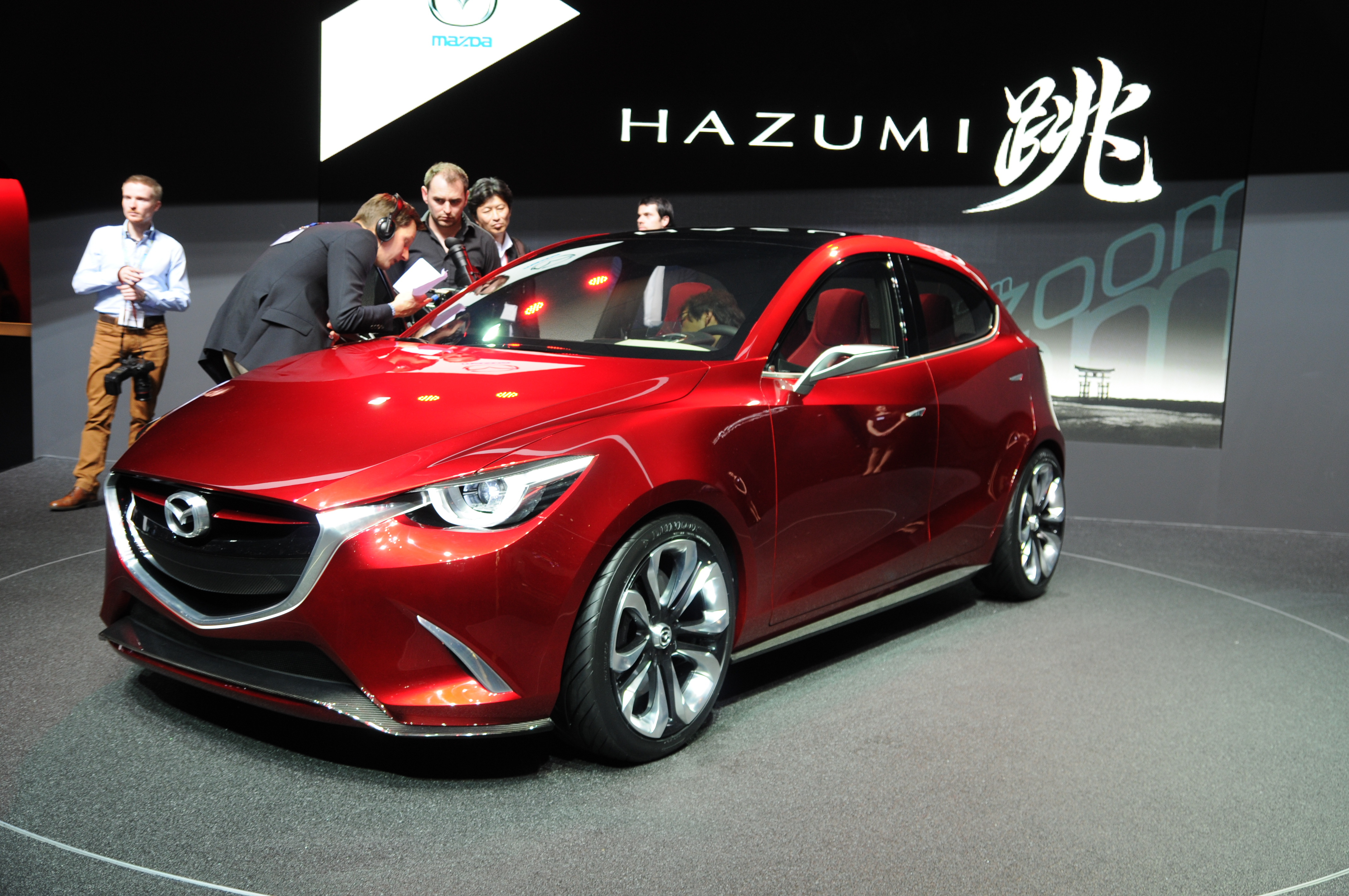
跳
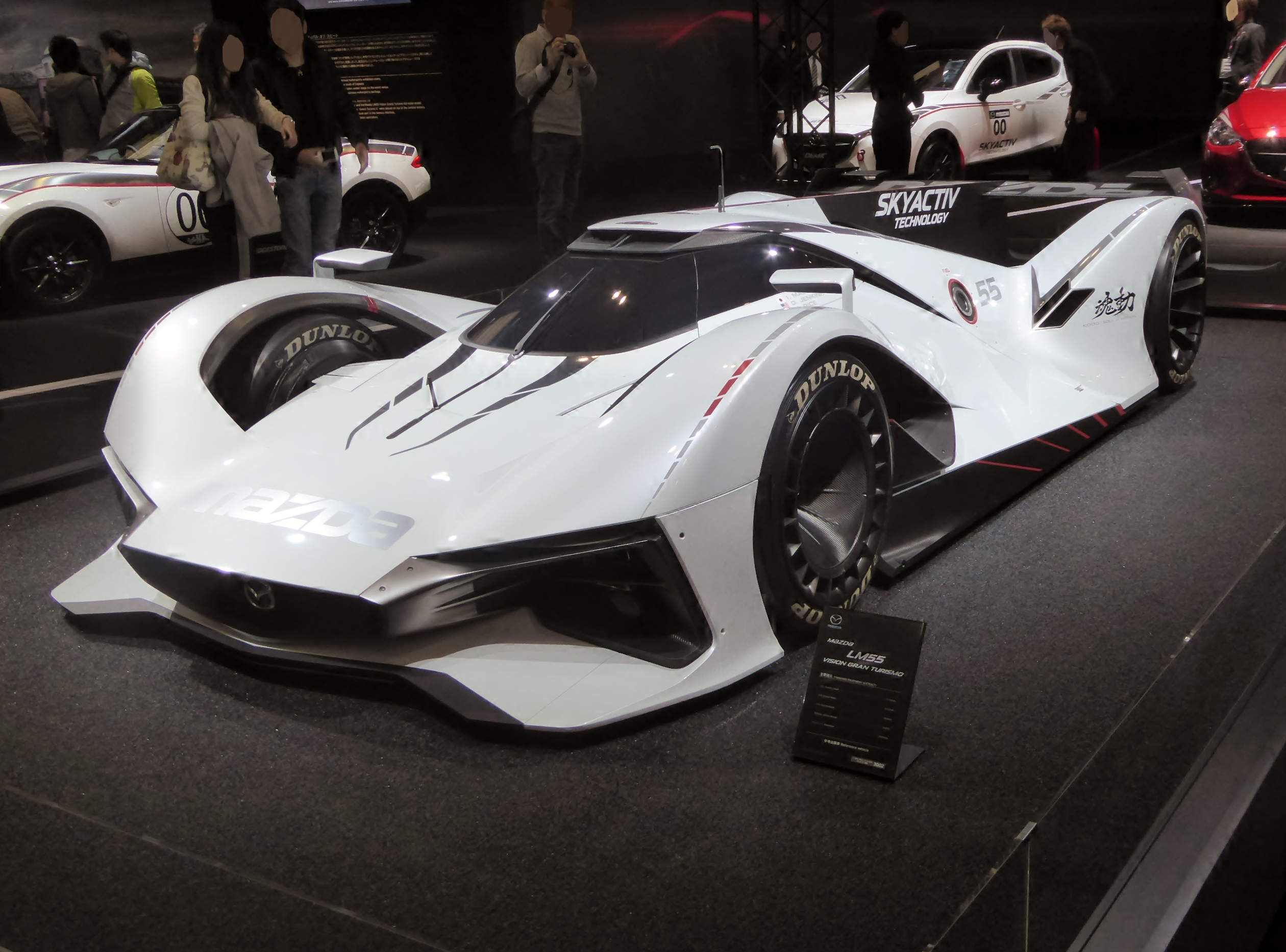
LM55 ビジョン グランツーリスモ

2015年

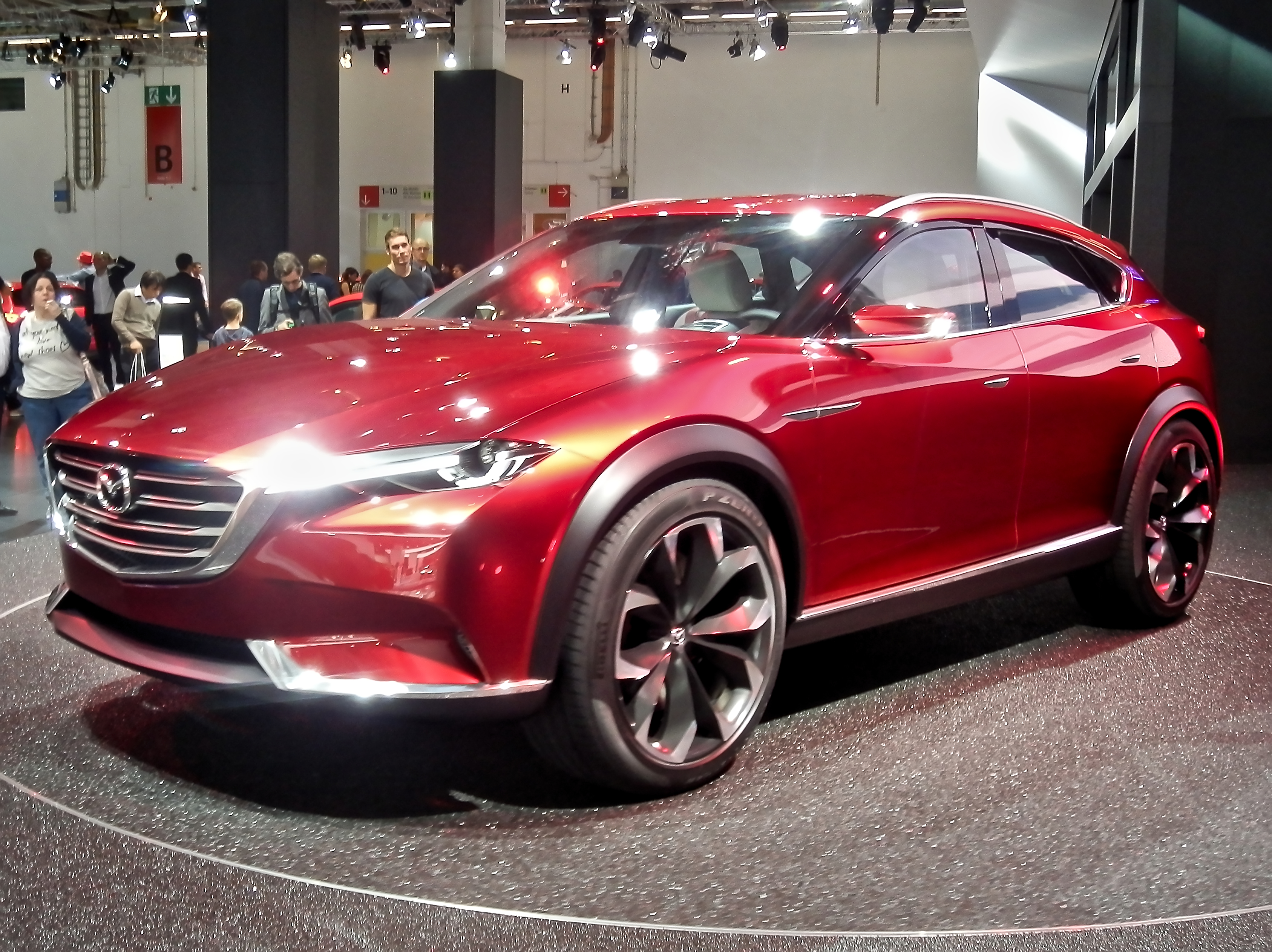
越
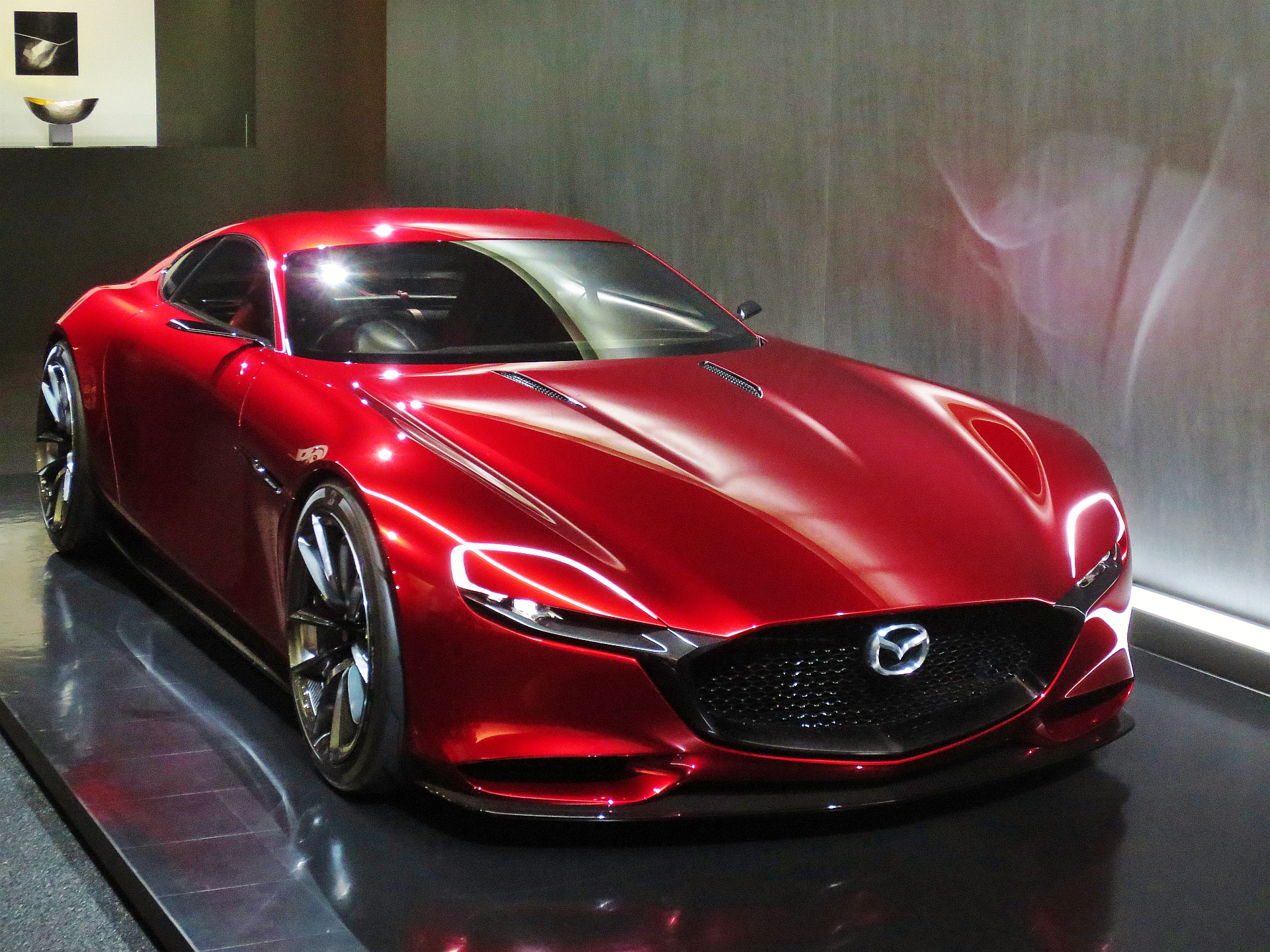
RX-VISION
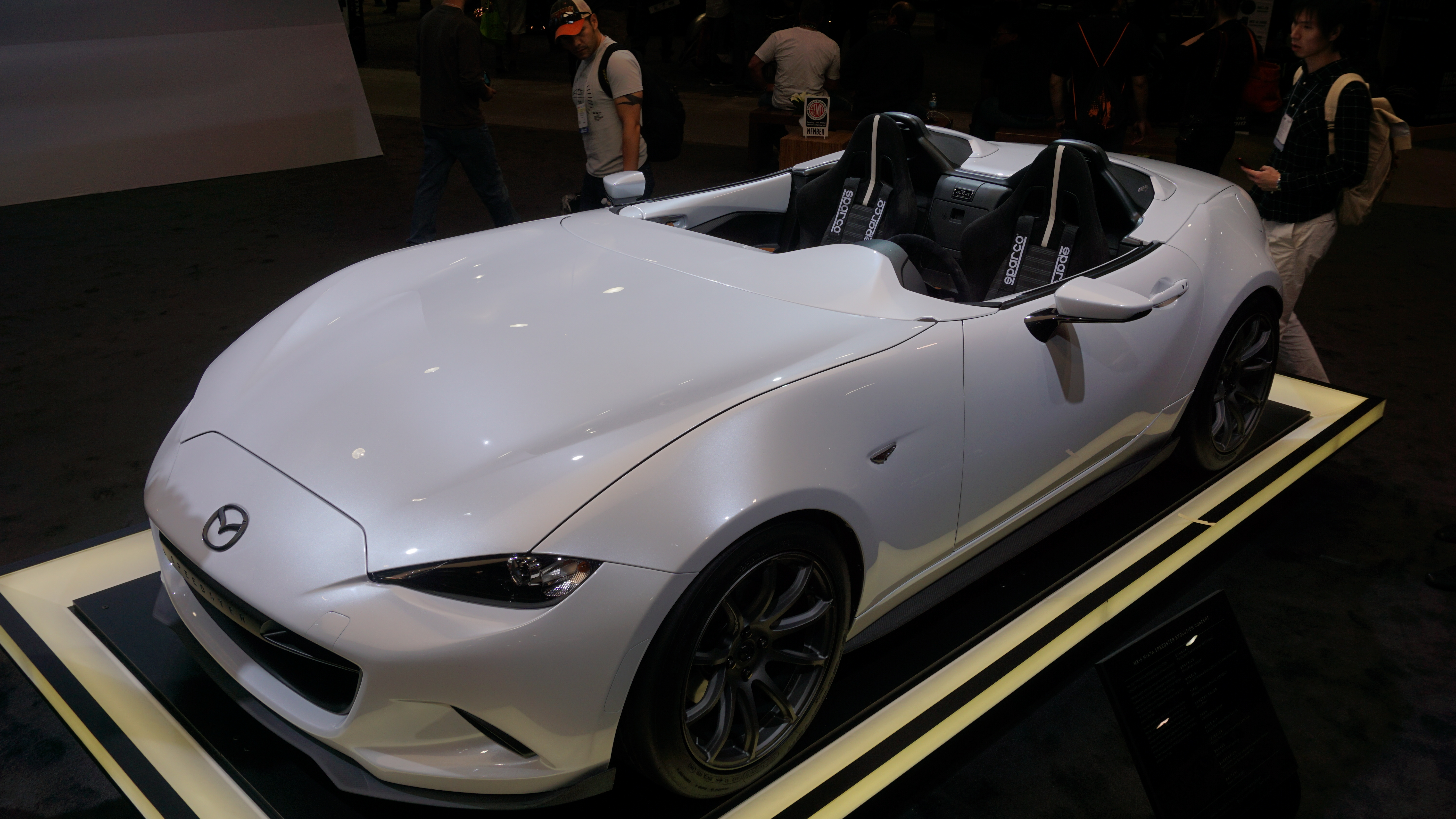
MX-5 Speedster

2016年

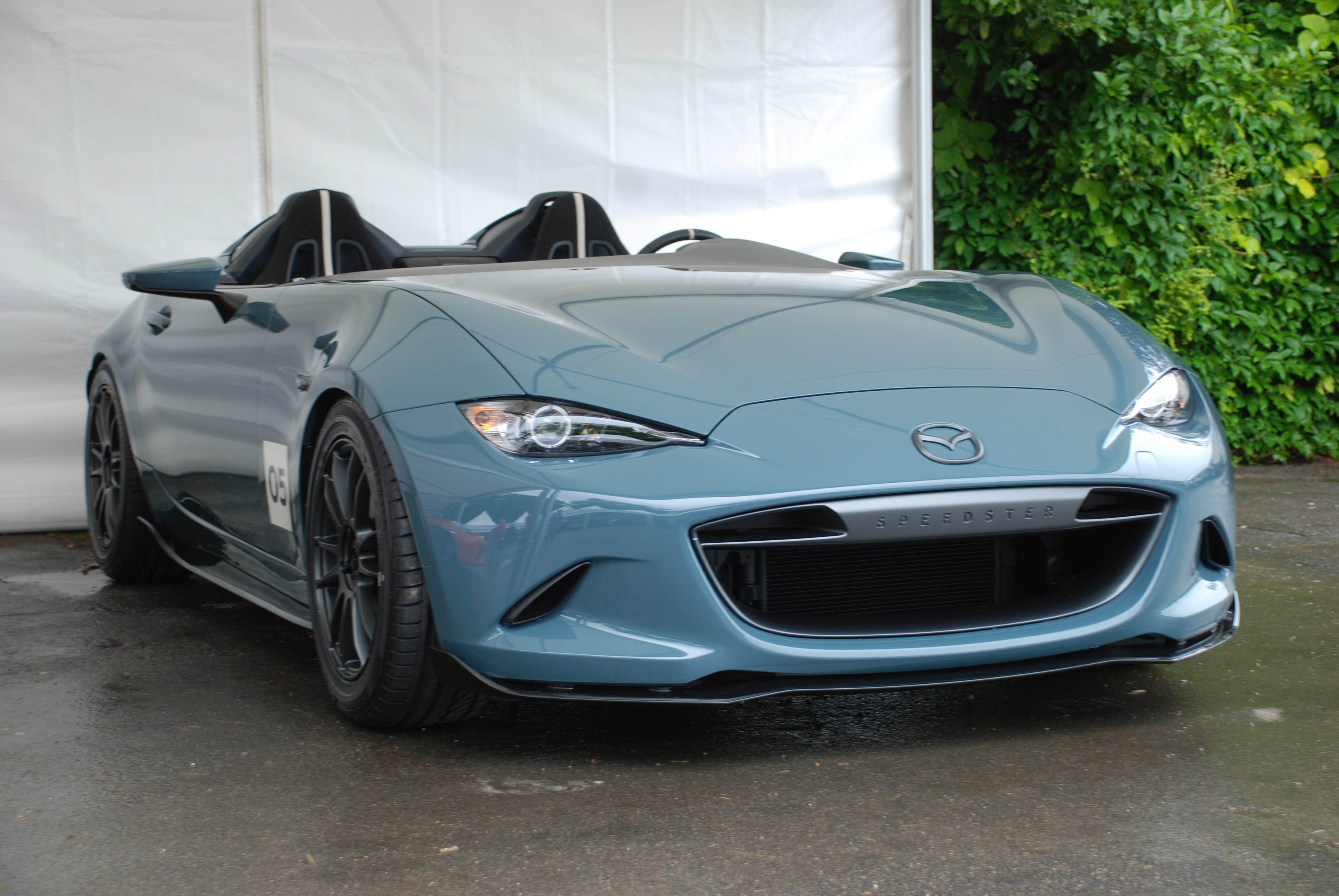
MX-5 Speedster Evolution

2017年

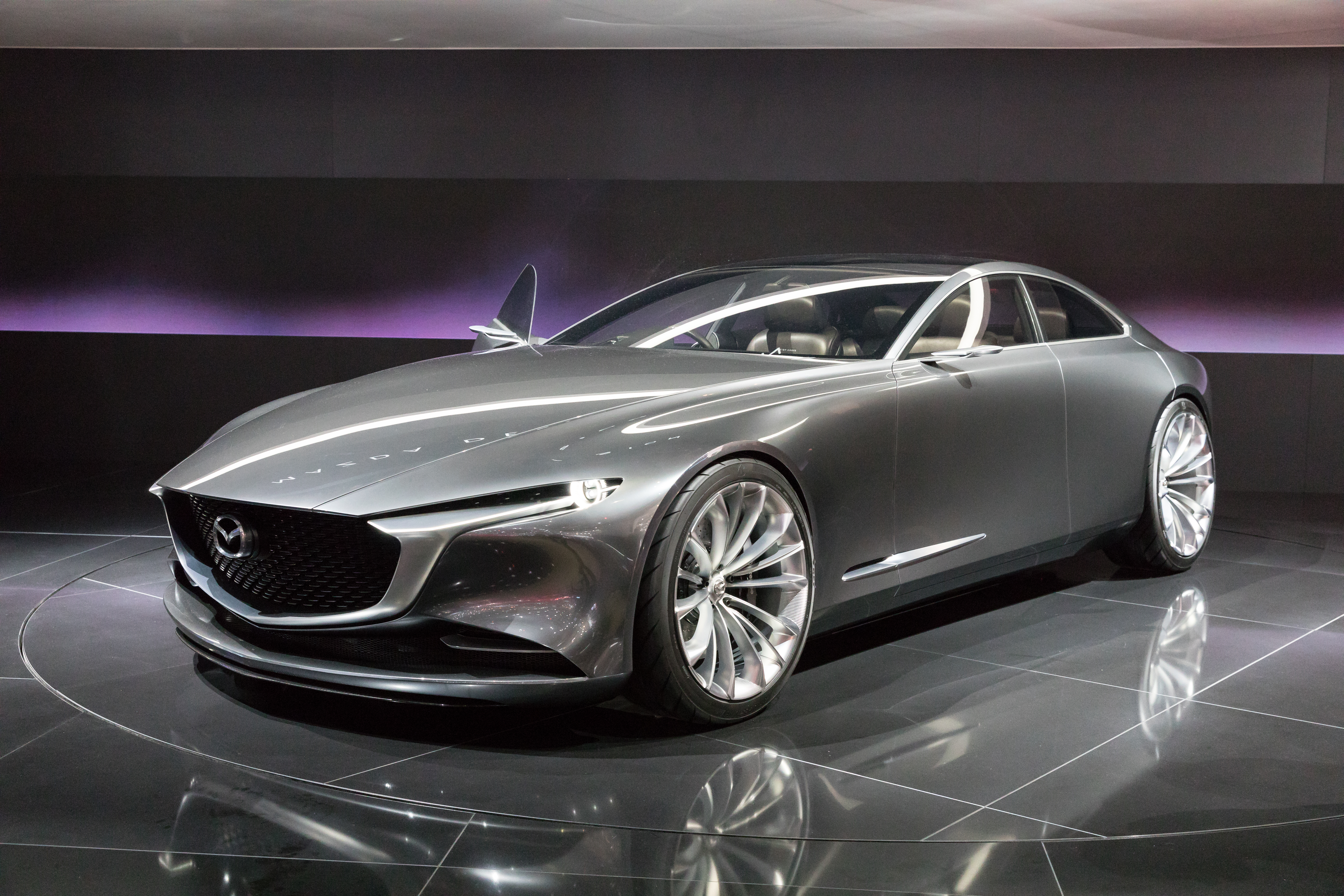
VISION COUPE
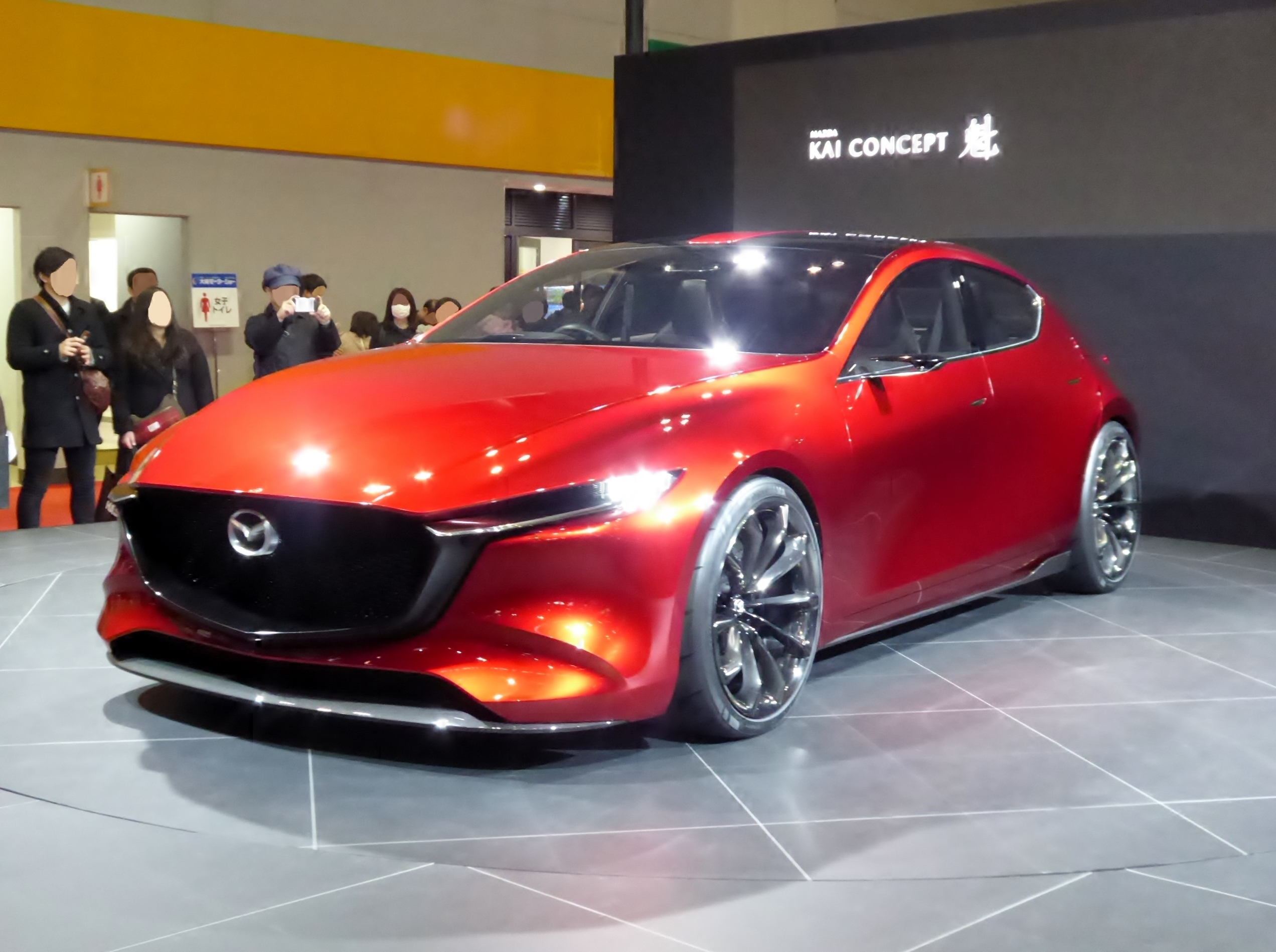
魁

2023年
- ICONIC SP

2024年
- 創

## 過去の販売製品（自動車以外）
- コルク（東洋コルク工業時代）
- 九九式短小銃（太平洋戦争中）
- さく岩機（マツダ株式会社に社名変更後も一貫して「TOYOさく岩機」のブランドで展開。1989年に子会社のマツダアステック株式会社に事業移管後、同社を2002年にスウェーデンのサンドビックグループに営業譲渡し撤退。）
- 工作機械（1929年の東洋工業時代に製造を始め、1989年に事業を子会社のトーヨーエイテック株式会社に移管。）

## 日本国外向け車名解説
仕向け地により、日本国内とは異なる車名となる場合がある。
- Mazda8 - MPV
- Mazda6 - アテンザ
- Mazda5 - プレマシー 2010年7月にフルモデルチェンジされる。
- Mazda3 - アクセラ
- Mazda2 - デミオ　「121」の後継で、本来「1」となるところ、「I」（アイ）と紛らわしいため「2」とした。

- Xedos 9 - ユーノス800／ミレーニア　日本国内では「9」系（ルーチェ／センティア）の下位で「8」。
- Xedos 6 - ユーノス500　日本国内では「6」系（クロノス他）の中で唯一小振りなため、「5」とされた。

- MX-5／ミアータ - ロードスター

- 929 - ルーチェ／センティア
- 626 - カペラ／クロノス
- 323／GLC／プロテジェ - ファミリア
- 323F - アスティナ
- 323F - ランティス
- 121 - フォード・フェスティバ
- 121 - レビュー
- 121 - デミオ

- 110S - コスモ
- RX-2 - カペラロータリー
- RX-3 - サバンナロータリー
- RX-4 - ルーチェロータリー
- RX-5 - コスモAP

- Bシリーズ - プロシード　フォード製V6・V8搭載車もある。
- Eシリーズ - ボンゴ／ボンゴ ブローニイ
- Tシリーズ - タイタン

## 委託生産車種

### フォードからの委託生産車種
- フォード・レンジャー（プロシード）

### フォードへの委託生産車種
- フォード・エスケープ（トリビュート）
- フォード・クーリエ（プロシード）
- マーキュリー・マリナー（トリビュート）
- マーキュリー・マリナーハイブリッド（トリビュート・ハイブリッド）
- フォード・テルスター（カペラ/クロノス）
- フォード・テルスターII（カペラ）
- フォード・レーザー（ファミリア）
- フォード・フェスティバ（121）
- フォード・フェスティバミニワゴン（デミオ）
- フォード・イクシオン（プレマシー）
- フォード・スペクトロン（ボンゴワゴン/ユーノスカーゴワゴン）
- フォード・J80（ボンゴトラック・バン/ユーノスカーゴトラック・バン）
- フォード・J100（ボンゴブローニイトラック・バン）
- フォード・フリーダ（ボンゴフレンディ） 他

### 起亜自動車への委託生産車種
- キア・コンコード（カペラ）
- キア・セレス（ボンゴトラック）
- キア・ベスタ（ボンゴブローニイ）
- キア・ワイドボンゴ（ボンゴトラック）
- キア・ブリサ（ファミリア）
- キア・ポテンシャ（ルーチェ）
- キア・タイタン（タイタン）
- キア・トレード（タイタン）
- キア・エンタープライズ（センティア）
- キア・ボクサー（ボクサー）
- キア・キャピタル（カペラ）　他

### トヨタ自動車への委託生産車種
- サイオン・iA（マツダ2セダン(デミオ)） - 北米専売車種
- ヤリスセダン(2代目)（マツダ2セダン(デミオ)） - 北米・南米専売車種

### フィアット・クライスラー・オートモービルズへの委託生産車種
- フィアット・124スパイダー (2016年)
- アバルト・124スパイダー